# Pierre Chanel
Pour les articles homonymes, voir Saint Pierre et Chanel.
Pierre Chanel (en wallisien et futunien Petelo Sanele) né Pierre Louis Marie Chanel, le 12 juillet 1803 à la ferme de la Potière à Cuet dans la commune de Montrevel-en-Bresse, et mort assassiné à Futuna le 28 avril 1841, est un saint catholique, martyr de l'Océanie.
Prêtre catholique missionnaire, Pierre Chanel est membre de la Société de Marie (pères maristes) et est envoyé comme missionnaire en Océanie. Il arrive sur l'île de Futuna dans le Pacifique Sud en novembre 1837 pour évangéliser la population. Son action suscite des oppositions parmi l'entourage du roi Niuliki et il est tué le 28 avril 1841.
Béatifié en 1889, il est canonisé le 12 juin 1954 et devient alors saint Pierre Chanel, martyr de l'Océanie. Il est fêté le 28 avril. Plusieurs sanctuaires ont été érigés en son nom, notamment la basilique Saint-Pierre-Chanel de Poi sur l'île de Futuna.

## Origines
Pierre Chanel est né dans le hameau de la Potière près de Montrevel-en-Bresse en France le 12 juillet 1803. Fils de Claude-François Chanel et Marie-Anne Sibellas, paysans, il est le cinquième d'une famille de huit enfants. 
De l'âge de 7 à 12 ans, il travaille comme berger. Il va aussi à l'école de Saint-Didier-d'Aussiat où réside l'abbé Camus. Celui-ci, curé de la paroisse, a persuadé ses parents de l'autoriser à fréquenter sa petite école qu'il avait ouverte. Ce prêtre reçoit régulièrement la visite du curé de Cras-sur-Reyssouze, le Père Trompier, qui connaît Pierre. Le père Trompier lui propose de l'emmener avec lui, pour servir la messe et étudier avec lui, à l'école de Cras, qu'il intègre à l'automne 1814.[réf. nécessaire]
Pierre Chanel fait sa première communion le 23 mars 1817. À la suite de la lecture des lettres des missionnaires envoyés par Guillaume-Valentin Dubourg, administrateur apostolique et ordinaire en Louisiane, de retour d'Amérique, Pierre Chanel développe l'envie de devenir missionnaire.[réf. nécessaire]

## Études et fonctions

### Études et ordination

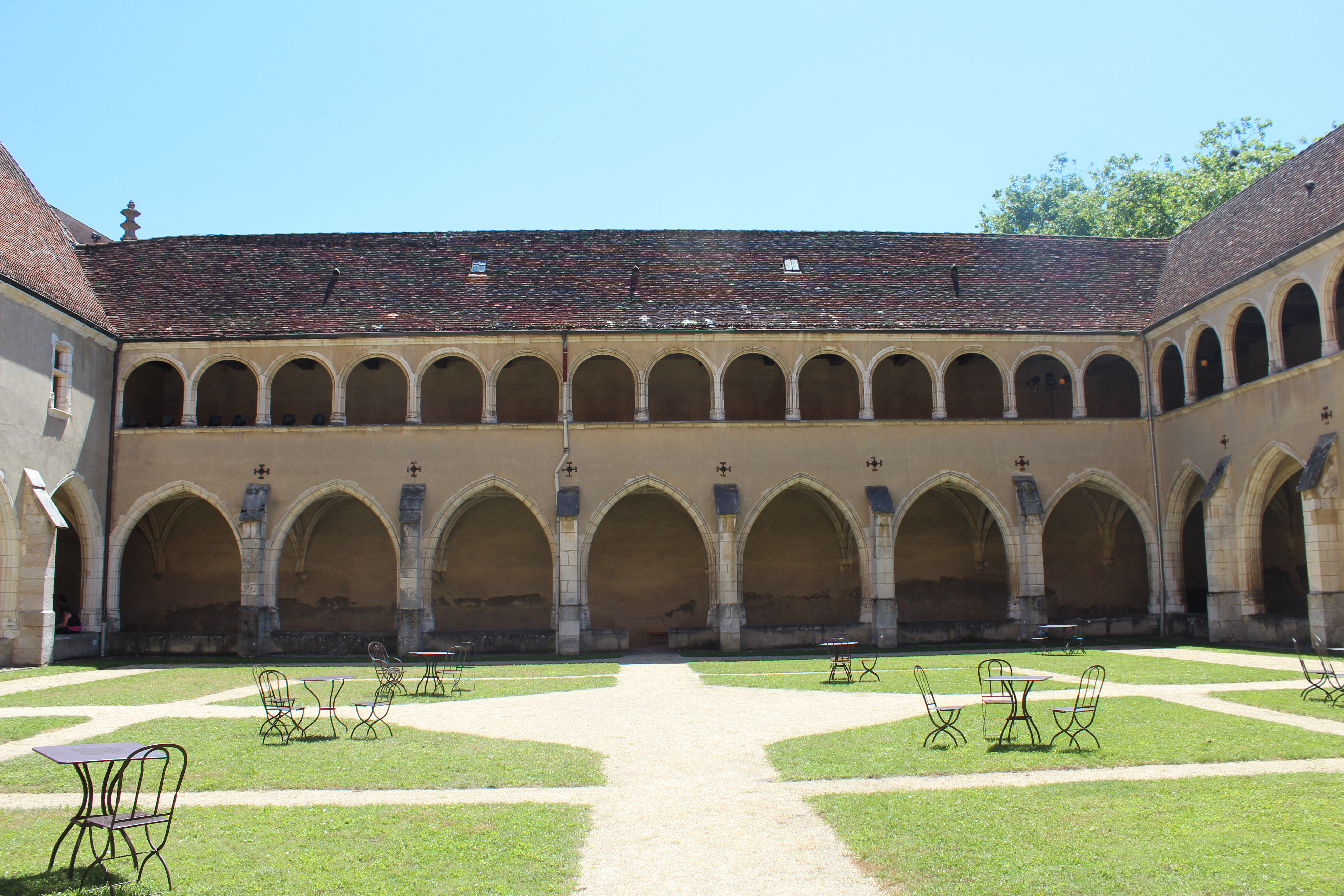
Cloître de l'ancien séminaire de Brou.

Pierre Chanel quitte Cras en 1819 pour faire ses humanités au petit séminaire de Meximieux. Il y étudie de 1819 à 1823 et obtient plusieurs prix et accessits en vers latins, doctrine chrétienne et en éloquence, discours français et latins. Il fréquente le collège diocésain de Belley en 1823 puis continue ses études théologiques au grand séminaire de Brou en 1824.
Le 15 juillet 1827, il est ordonné prêtre et exerce d'abord comme vicaire à Ambérieu-en-Bugey. À Ambérieu, il lit les lettres d'un ancien vicaire de cette paroisse qui est alors missionnaire en Inde. Il y rencontre Claude Bret, qui devient son ami et qui est aussi l'un des premiers missionnaires maristes. L'année suivante, Pierre Chanel demande à l'évêque de Belley l'autorisation d'aller en mission. Sa candidature n'est pas acceptée et à la place, il est nommé curé de la paroisse de Crozet pour les trois années suivantes. Il trouve sa nouvelle paroisse dans un état qu'il juge déplorable. Les dimanches et jours de fête, l'église est presque vide ; il estime que les enfants sont oisifs et livrés à eux-mêmes. Chanel se rend en pèlerinage à Annecy, sur le tombeau de saint François de Sales qui avait autrefois visité sa paroisse.

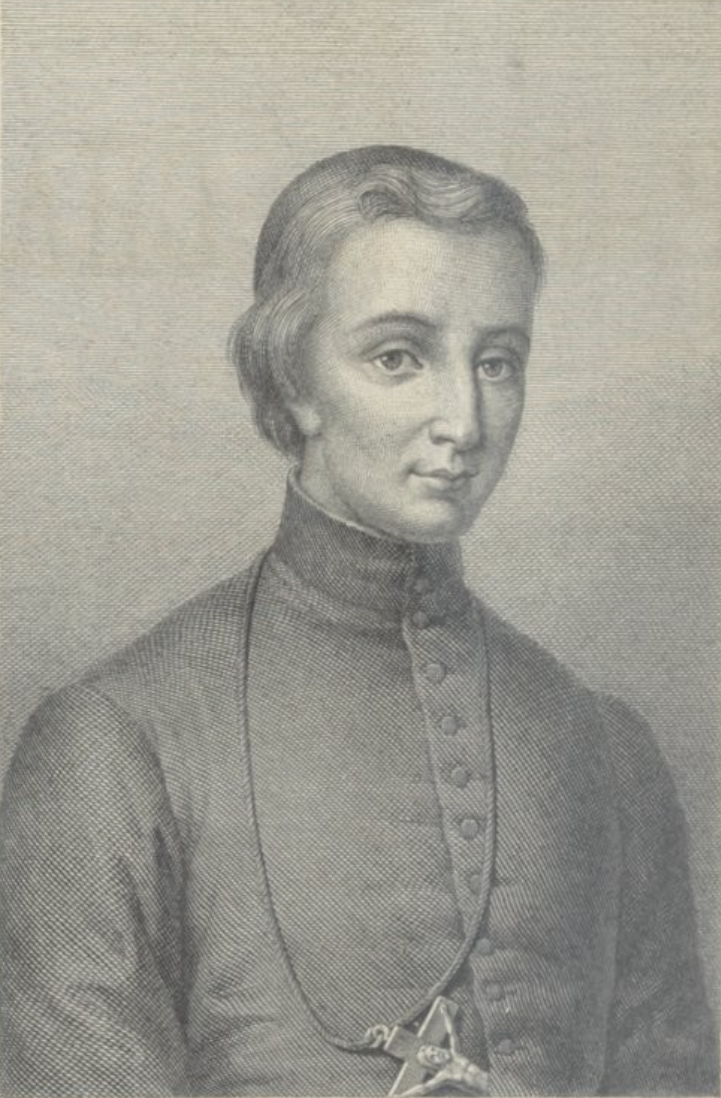
Illustration de Pierre Chanel de 1885 dans l'ouvrage de Claude Nicolet.

Parmi ses activités, Pierre Chanel vient au aide aux malades de la paroisse. Pendant ce temps, il entend parler d'un groupe de prêtres diocésains qui espèrent créer un ordre religieux dédié à Marie, la mère de Jésus.

### Chez les maristes
En 1831, à l'âge de 28 ans, il intègre la Société de Marie, une congrégation religieuse fondée en 1822 par Jean-Claude Colin dans le contexte de la renaissance catholique après la Révolution française.
Chanel rejoint les maristes pour se concentrer sur les missions locales et le travail de missionnaire à l'étranger. Cependant, au lieu de le choisir comme missionnaire, les maristes le nomment au petit séminaire de Belley où il enseigne pendant cinq ans. Son rêve est de partir en mission aux États-Unis, au lieu de quoi il exerce tour à tour les fonctions de professeur de 6e la première année, de directeur spirituel, d'économe les deux années suivantes, et de vice-supérieur de la maison les deux dernières années.
En 1833, il accompagne Jean-Claude Colin à Rome pour solliciter l'agrément de la Société naissante. En 1836, le pape Grégoire XVI demande aux maristes d'envoyer des missionnaires sur le territoire du Pacifique sud-ouest. En échange d'une éventuelle acceptation, le groupe s'est vu promettre une approbation formelle, accordée par le pape Grégoire XVI. Pierre Chanel se professe mariste et se porte volontaire avec les autres aspirants le 24 septembre 1836. Il est alors nommé supérieur de la bande des sept premiers missionnaires maristes qui s'embarquent le 24 décembre 1836 du Havre sur le navire La Delphine accompagnés de Jean-Baptiste Pompallier, le nouvel évêque du diocèse de Maronea en Océanie occidentale, création récente de Rome (1835) confiée à la Société de Marie. Ils partent pour dix mois de navigation qui les conduit à l'île de Futuna.
Cette mission s'inscrit dans une rivalité missionnaire entre catholiques et protestants pour le contrôle du Pacifique. De nombreuses îles ont été évangélisées par la London Missionary Society au début du XIXe siècle, notamment Fidji et les Samoa.

## Océanie

### Voyage

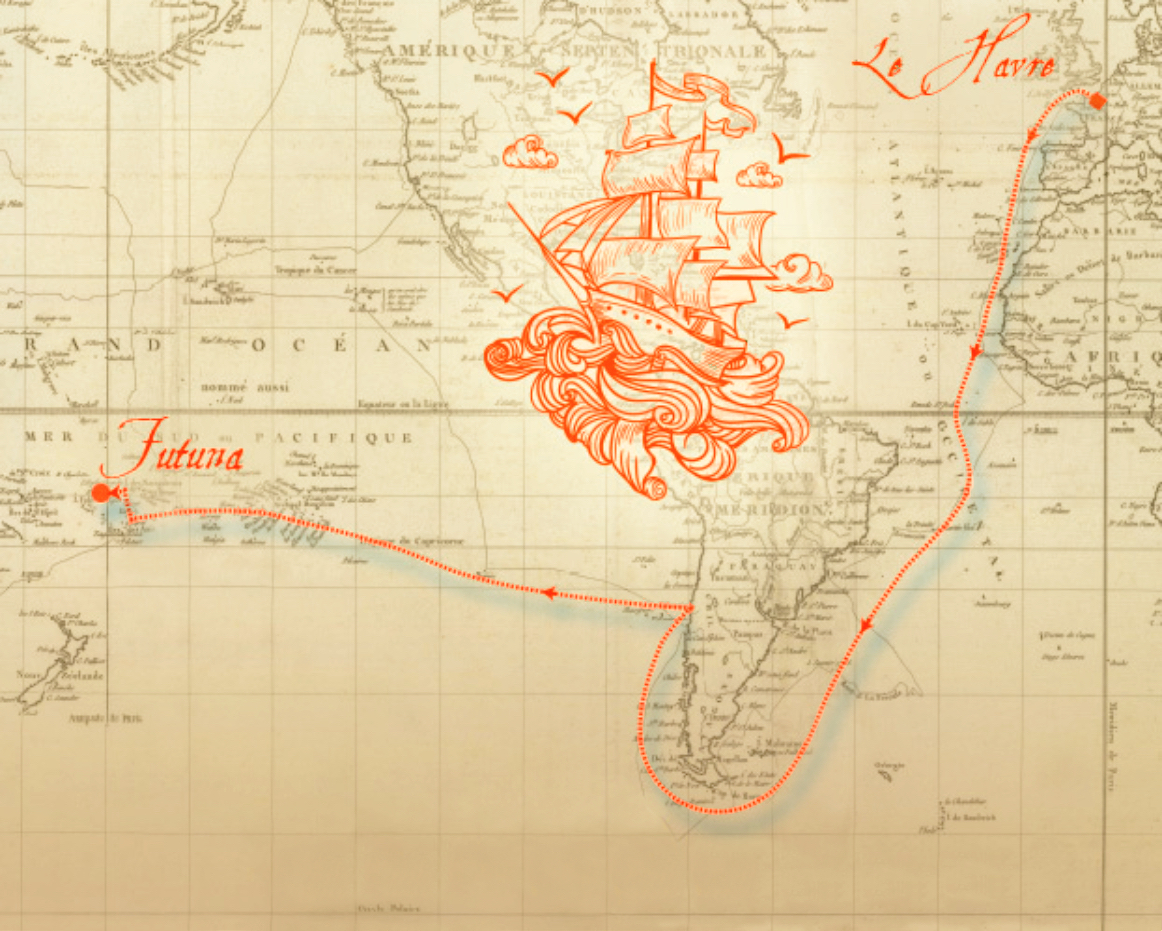
Carte du voyage de Pierre Chanel en 1836 et 1837.

Pierre Chanel se rend d'abord aux îles Canaries, le 8 janvier 1837, où son ami Claude Bret attrape un virus pseudo-grippal qui provoque sa mort en mer qui survient le 20 mars 1837. Pierre Chanel se rend ensuite à Valparaíso au Chili (le 28 juin), où la congrégation française des Sacrés Cœurs de Jésus et de Marie (les « Pères Picpus »), qui s'occupe du vicariat apostolique d'Océanie orientale, a sa base. Ses troisième et quatrième escales ont lieu aux îles Gambier (le 13 septembre) puis à Tahiti (le 21 septembre), où le groupe est transféré sur le navire Raiatea. Le 23 octobre, ils mettent les voiles pour déposer deux missionnaires (Pierre Bataillon et le frère Joseph-Xavier) à Wallis, siège principal de la mission aux Tonga. Les missionnaires arrivent à Vava'u mais n'y sont pas les bienvenus, alors ils poursuivent leur voyage vers Futuna. Pierre Chanel se rend sur l'île de Futuna, accompagné d'un frère laïc français, Marie-Nizier Delorme. Ils arrivent le 8 novembre 1837 avec Thomas Boag, un laïc protestant anglais qui réside sur l'île et qui les a rejoints à Tonga pour aller à Futuna.
Tandis que l'évêque Pompallier continue le voyage vers la Nouvelle-Zélande, Pierre Chanel et son compagnon s'installent à Futuna. Jean-Baptiste Pompallier promet de revenir d'ici six mois, avant de partir évangéliser la Nouvelle-Zélande où il s'installe. La distance (plus de 2 500 km) entre les deux endroits rend les communications difficiles, et Pompallier ne revient à Futuna que quatre ans plus tard.

### Mission à Futuna

#### Contexte

Carte contemporaine de Futuna et Alofi, divisées en deux royaumes : Sigave à l'est, Alo à l'ouest.

Au moment de l'arrivée des pères maristes, la société futunienne est déjà en contact avec les Occidentaux, en particulier des navires venant s'approvisionner en eau et nourriture en échange de vêtements, objets ou armes à feu. Un commerçant s'est même implanté à la fin des années 1830. Jusqu'aux années 1800, Futuna est morcelée en de multiples entités politiques, mais en 1820, il ne reste plus que deux royaumes coutumiers : Alo (ou Tua) à l'est et Sigave à l'ouest. Les missionnaires arrivent dans le royaume Tua, sous la direction du roi Niuliki. Les deux royaumes sont fréquemment en guerre, et l'apport de fusils européens renforce la violence des conflits. Alo remporte deux guerres contre Sigave, avant d'être vaincu lors d'un troisième conflit ; peu avant l'arrivée de Pierre Chanel, Alo regagne son titre de vainqueur (malo). Enfin, le 10 août 1839, Alo bat définitivement Sigave lors de la guerre de Vai et Niuliki se proclame roi de toute l'île de Futuna.

#### Conversion des populations et difficultés rencontrées
Pierre Chanel célèbre sa première messe sur l'île le 8 décembre 1837 en la fête de l'Immaculée Conception de la Vierge Marie.[réf. nécessaire]
Pierre Chanel est aidé par Samu Keletaona, un futunien ayant voyagé sur des goélettes occidentales et parlant anglais. Sam Keletaona l'introduit auprès de Niuliki, roi du royaume coutumier d'Alo, et devient l'un des premiers convertis au catholicisme.
Le groupe est d'abord bien accueilli par Niuliki qui les héberge durant les deux premières années. En juin 1839, Pierre Bataillon vient de Wallis à Futuna et persuade Niuilki de brûler les effigies des divinités futuniennes afin de prouver la puissance du dieu chrétien. Niuliki promet même de se convertir lorsque toute la population serait devenue catholique.
Le séjour des pères maristes est toutefois difficile. Ils doivent faire face à l'isolement (Pompallier, qui avait promis de revenir dans les six mois, n'est toujours pas là), s'acclimater au climat tropical et comprendre la culture futunienne. Les Pères apprennent la langue du pays (le futunien) et baptisent des enfants mourants.
Quelques Futuniens sont baptisés tandis que quelques autres sont instruits. Les conversions au christianisme prennent de l'ampleur, ce qui déplaît au roi Niuliki qui croit que cette nouvelle religion sur l'île saperait son autorité. Il cesse rapidement d'héberger et d'offrir des vivres aux missionnaires. Pour subsister, ces derniers sont réduits à défricher un champ de manioc. Néanmoins, certains habitants s'empressent de détruire leurs récoltes afin de les forcer à fuir le pays. Réduits à la plus extrême pauvreté et à la famine, les Pères sont contraints de manger leur propre chien. Menacé de mort, le Père Chanel répond : « la religion est implantée dans l'île, elle ne s'y perdra point par ma mort, car elle n'est pas l'ouvrage des hommes, mais elle vient de Dieu. »[réf. nécessaire]
En 1839, Pierre Chanel est témoin de l'affrontement entre les royaumes de Sigave et d'Alo lors de la guerre du Vai et soigne les blessés du royaume d'Alo qui en sort vainqueur.
Toutefois, la population se montre réticente à adopter cette nouvelle religion. En novembre 1840, Niuliki apprend que la population de Wallis, désobéissant au souverain Lavelua Vaimua, s'est convertie au catholicisme. Il voit alors les missionnaires comme une menace. Au début de l'année 1841, le fils de Niuliki, Meitala, prend la tête d'un groupe de jeunes hommes favorables aux pères maristes. Souhaitant bénéficier de ce nouveau dieu, suivant les promesses faites par les missionnaires, Meitala décide de rompre avec les règles en vigueur qui lui interdisaient, en tant que fils aîné, de manger de l'igname avant qu'il n'ait lui-même un fils. Il transgresse le tabou et fait cuire un grand four en terre rempli d'ignames après avoir eu la certitude que le dieu futunien ne le tuerait pas. Le 18 avril 1841, Chanel indique que Meitala s'est entièrement converti au catholicisme.
Le gendre de Niuliki, Musumusu, se montre de plus en plus critique vis-à-vis de la protection accordée par le roi au missionnaire venu apporter la nouvelle religion. Il menace de renverser Niuliki si ce dernier ne fait pas mettre à mort le mariste. Niuliki ordonne donc à Musumusu d'aller tuer Pierre Chanel.

### Assassinat
Le 28 avril 1841, au point du jour, un important groupe d'hommes, conduits par Musumusu, armés de lances, de massues et de haches, envahit la maison des missionnaires à un moment où Pierre Chanel est seul. D'après le frère Marie Nizier, ils se battent contre quelques catéchumènes habitant près de la maison du missionnaire. Filitika bouscule Chanel et Umutaouli le frappe avec son casse-tête au bras puis à la tempe ; Fusea lui jette une lance munie d'une baïonnette, ce qui le jette à terre. Le coup final est porté à la tête par Musumusu avec une herminette.
La maison de Pierre Chanel est pillée, Musumusu part avec sa soutane ensanglantée. Le corps de Chanel est enseveli dans une natte, puis vers midi, il est enseveli dans un trou. Sur ordre de Niuliki, la maison des missionnaires et leurs plantations sont détruites.

## Conséquences de sa mort

### Conséquences immédiates
Le frère Delorme, absent de Poi durant l'assassinat de Chanel, apprend la nouvelle de Meitala et trouve refuge auprès du royaume de Sigave. Il y reste jusqu'au 11 mai 1841, puis parvient à s'enfuir avec trois autres européens sur un navire américain qui les emmène à Wallis. De là, la nouvelle de sa mort parvient en France à Jean-Claude Colin, et en Nouvelle-Zélande à Jean-Baptiste Pompallier le 4 novembre 1841 alors qu'il est à Akaroa. Il affrète L'Allier, une corvette de la Marine française commandée par le comte Dubouzet, pour accompagner la goélette de mission Sancta Maria et voguer le 19 novembre 1841 vers Wallis et Futuna, emmenant avec lui l'évêque Philippe Viard. Les deux navires arrivent à Uvea le 30 décembre 1841 où ils embarquent les pères maristes.
De Wallis, Philippe Viard part à Futuna pour récupérer la dépouille de Pierre Chanel. Accompagné par Delorme et par Sam Keletaona - un Futunien connaissant bien les Occidentaux et parlant anglais - il débarque le 18 janvier 1842. Entre-temps, le roi Niuliki est mort, Musumusu est devenu roi, et les Futuniens reçoivent les Français avec un mélange de peur et de remords, face à la présence d'un navire de guerre. Les missionnaires convainquent le capitaine Dubouzet de ne pas exercer de représailles envers la population, et les navires repartent avec le corps de Chanel. Sam Keletaona en profite pour se proclamer dirigeant du royaume de Sigave.

### Conversion de la population futunienne
L'évêque Pompallier part avec Catherin Servant, François Roulleaux-Dubignon et Marie-Nizier Delorme sur l'île de Futuna où ils arrivent le 9 juin 1842. Avec eux se trouvent le roi de Wallis, Soane Patita Vaimua, et deux cent Wallisiens convertis au catholicisme. Musumusu demande au roi de Wallis à le recevoir, mais ne présente pas de racine de kava à l'évêque, un geste qui aurait signifié une demande de pardon. Toutefois, Musumusu est doublement contesté : d'abord par Meitala, fils de Niuliki, qui n'a pas obtenu le trône et qui soutient la nouvelle religion ; et ensuite par le royaume de Sigave dirigé par Sam Keletaona, opposé au royaume d'Alo. Pompallier reste dix jours à Futuna, durant lesquels il baptise Sam Keletaona, sa femme et sa fille.
Une église est construite en bord de mer et bénie le 8 décembre 1842. En octobre 1842, 748 Futuniens sont baptisés ; ce chiffre monte à 840 en février 1843. Les maristes désignent des catéchistes dans les villages pour porter le message de la nouvelle religion.
Un an après la mort de Pierre Chanel, la majorité des insulaires se sont convertis au catholicisme. Musumusu demande à être enterré auprès du père Chanel, tandis que la fille du roi Niuliki devient la première religieuse de Futuna.
Pour les missionnaires maristes, la mort de Pierre Chanel en martyr explique la conversion des Futuniens à travers l'intervention divine. En 1860, Pompallier écrit ainsi : 

« Il semble que la mission spéciale du Père Chanel était simplement d'être celle de l'agneau, dont le sang, uni à celui de Jésus Christ qui enlève le péché du monde, a été répandu par la hache de l'infidèle et du sauvage pour le bien des gens de Futuna, qui sont tous devenus d'édifiants chrétiens. »

Pour l'historien Frédéric Angleviel, cette conversion des chefs futuniens s'explique par des luttes de pouvoir et des pressions extérieures (notamment des officiers de marine préférant traiter avec des chrétiens que des individus considérés comme des sauvages).
Une chanson d'action spéciale et une danse connue sous le nom d'Eke, sont créées par les habitants de Futuna peu de temps après la mort de Pierre Chanel. Cette danse est toujours pratiquée aux Tonga.

### Interprétations de sa mort
La mort de Pierre Chanel est interprétée par les pères maristes comme la conclusion inévitable de la vie d'un homme ayant défendu jusqu'au bout la foi catholique, jusqu'à donner sa vie. Très vite après sa mort, les missionnaires le désignent comme un martyr. L'historien Matt K. Matsuda écrit ainsi que « le meurtre de Chanel ne constituerait pas sa fin, mais la logique de l'amour et du triomphe de Dieu dans les mers du Sud. En mourant, Chanel réalisait sa mission. ». Pour Matsuda, au contraire, la mort de Pierre Chanel s'explique moins par une rébellion religieuse que par l'utilisation de la nouvelle religion dans les luttes politiques internes aux Futuniens.

## Béatification et canonisation

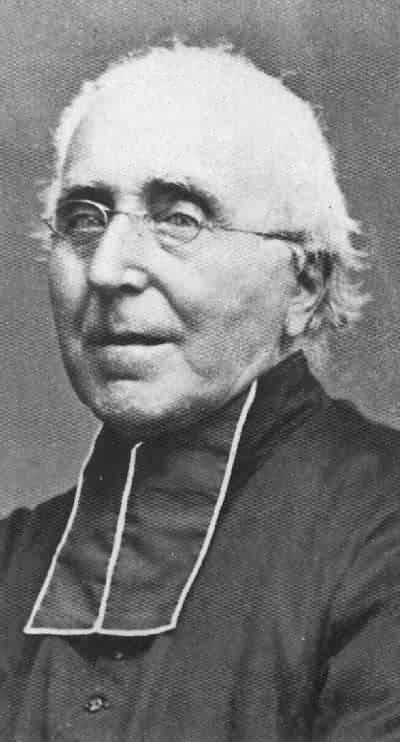
Jean-Claude Colin, fondateur des pères maristes, vers 1870.

### Lancement de la procédure
Juste après la mort de Pierre Chanel, les démarches pour débuter son procès de canonisation se mettent en place. En août 1842, une enquête est menée dans le diocèse de Belley. Jean-Claude Colin, s'appuyant sur la mort de Pierre Chanel, demande au Pape et obtient la création du vicariat apostolique d'Océanie centrale, centré sur Wallis-et-Futuna avec à sa tête Pierre Bataillon. En 1842 Colin demande également à Antoine Bourdin, ancien ami de Pierre Chanel, de rédiger sa biographie, et ordonne le rapatriement des reliques de Chanel. La première version du livre de Bourdin n'est pas jugée satisfaisante, et il est rejeté.
En 1857, à l'occasion de la visite de Pierre Bataillon à Rome, la congrégation des rites du Vatican accepte d'instruire le dossier de Pierre Chanel déposé par les maristes et le déclare vénérable. En 1867, la biographie de Chanel, réécrite par Bourdin, est publiée. Delorme, compagnon de Chanel à Futuna, lui reproche néanmoins dans une longue lettre des erreurs présentes. En 1875, le Vatican demande alors une deuxième biographie, dont l'écriture est confiée à Claude Nicolet, un prêtre mariste ; le livre est publié en 1885.

### Béatification (1889)
En 1888, un décret proclame son martyre, certifiant qu'il est mort « in odium fidei » (en raison de la haine de la foi). Le 17 novembre 1889, le pape Léon XIII le béatifie et le proclame bienheureux (en même temps que Jean-Gabriel Perboyre, missionnaire mort en Chine en 1840).
L'année suivant sa béatification, en 1890, Pierre Chanel est vénéré à travers la France lors d'une vingtaine de tridua, des célébrations durant trois jours mêlant messes, prières, prêches et processions. Des évènements similaires ont lieu à San Francisco et à Madawaska (Maine), où réside une importante communauté française ; d'autres sont organisés à Sydney en Australie, en Belgique et en Espagne. Elles permettent à la Société de Marie de se faire connaître et de montrer son succès à une échelle qu'elle n'avait jusque là pas encore connu.
Les années suivantes, les maristes continuent à publier et faire traduire des ouvrages sur Pierre Chanel. Un oratorio et un drame en trois actes sont également écrits en son honneur.
Le 15 août 1890, le vicaire apostolique d'Océanie centrale Jean-Amand Lamaze arrive à Futuna et tente d'organiser un grand pèlerinage autour de Pierre Chanel. Toutefois, des grèves dans les transports maritimes empêchent les pèlerins des autres îles polynésiennes de s'y rendre. Quelques pèlerins samoans et plusieurs centaines de Wallisiens font le déplacement pour les célébrations.

### Canonisation (1954)

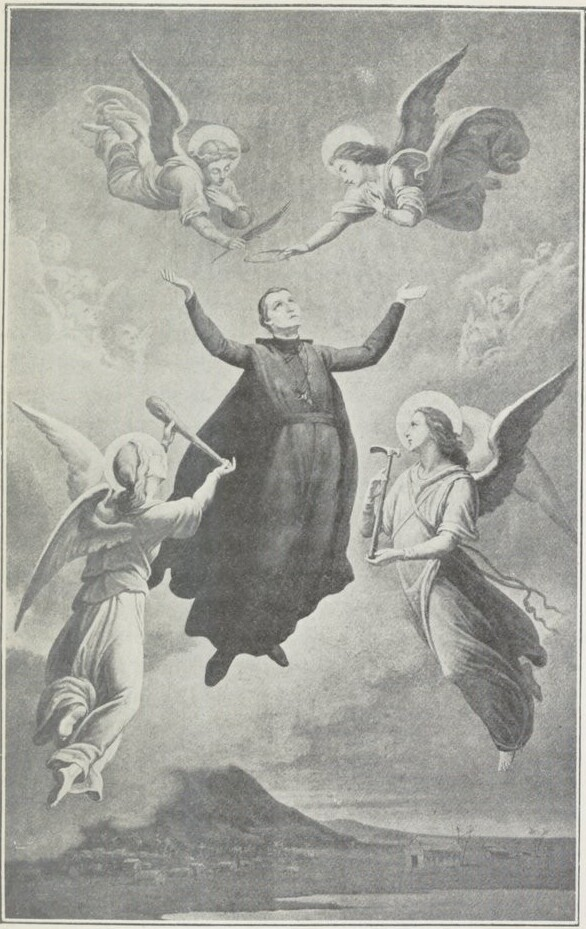
Illustration de Pierre Chanel montant au ciel emmené par des anges, avec les armes ayant servi à le tuer (massue, herminette) tirée du livre de Claude Nicolet (4e édition), 1923.

La canonisation est une procédure beaucoup plus exigeante que la béatification, car elle requiert la preuve de deux miracles (guérisons ou évènements inexplicables scientifiquement et attribués directement à l'action de la personne). Le premier miracle attribué à Pierre Chanel est rapporté en 1858 ; en 1891, Claude Nicolet publie un livre rapportant une douzaine de cas similaires, en particulier un soldat devenu aveugle et ayant recouvré la vue un an plus tard, sans que les médecins ne puissent l'expliquer. Quinze ans plus tard, on rapporte le cas de Marie-Rosalie Monnier, une femme malade de tuberculose, mourante, ayant guéri après une visite à Lourdes en 1904 où elle a prié Pierre Chanel.
Ces deux cas sont étudiés en détail par des tribunaux diocésains et du Vatican, avec la participation de théologiens secondés d'experts médicaux. Le cas de Marie-Rosalie Monnier est présenté en 1911 pour remplacer un autre cas qui avait été rejeté en 1906 ; toutefois, sa guérison n'est pas retenue miraculeuse. La cause de canonisation de Pierre Chanel s'arrête alors pour quarante ans. Dans les années 1920-30, les pères maristes dirigés par Ernest Rieu délaissent quelque peu la cause de Chanel pour faire avancer celle de leur fondateur, Jean-Claude Colin, déclaré vénérable en 1908. Le nouveau supérieur général des maristes, Alcyme Cyr, relance la procédure de canonisation. Sous l'influence des maristes, la guérison de Monnier est réexaminée, et en janvier 1954, les deux miracles sont reconnus par l’Église.
Le 12 juin 1954, Pierre Chanel est déclaré saint par décret du Pape Pie XII, avec quatre autres personnes. Il est nommé martyr de l'Océanie à cette occasion. Parmi les nombreux pèlerins présents, 2 000 pèlerins sont réunis par les pères maristes pour sa canonisation à Rome. Le vicaire apostolique Alexandre Poncet, ainsi qu'un prêtre wallisien, Vitolio Folifenua, font également le voyage jusqu'au Vatican pour sa canonisation. Des tridums sont célébrés à Futuna et Wallis au retour d'Alexandre Poncet. Les célébrations culminent le 14 juillet 1955 à Poi, mais Alexandre Poncet note que les nombreux pèlerins devant venir des îles voisines ne peuvent pas faire le déplacement et que la cérémonie est moins grandiose que prévu. La cérémonie se lie également avec la célébration de la fête nationale française, et Pierre Chanel est célébré comme le premier saint français dans le Pacifique.

## Vénération

### Postérité
Pierre Chanel est déclaré martyr et béatifié en 1889. Il est canonisé le 12 juin 1954 par le pape Pie XII. Pierre Chanel est reconnu comme le protomartyr et saint patron de l'Océanie. Il est fêté par l'église catholique le 28 avril. Pierre Chanel est également commémoré dans l'Église d'Angleterre à la même date. À Wallis, il est le saint patron des villages de Halalo et de Vaitupu.
La mort violente de Pierre Chanel a renforcé sa vénération, un phénomène que l'on retrouve avec d'autres figures religieuses importantes. Son appartenance à l'église catholique, dotée d'une procédure spécifique (la canonisation) pour honorer les martyrs, a rendu cette vénération et son culte d'autant plus fort.
De son vivant, Pierre Chanel est peu connu. Ce n'est qu'après sa mort qu'il acquiert une postérité importante. Son culte est particulièrement marqué en Océanie, dans les territoires christianisés par les pères maristes. Hugh Laracy compare son importance mémorielle dans le Pacifique à celle du pasteur protestant britannique John Williams de la London Missionary Society.

Représentations de Pierre Chanel
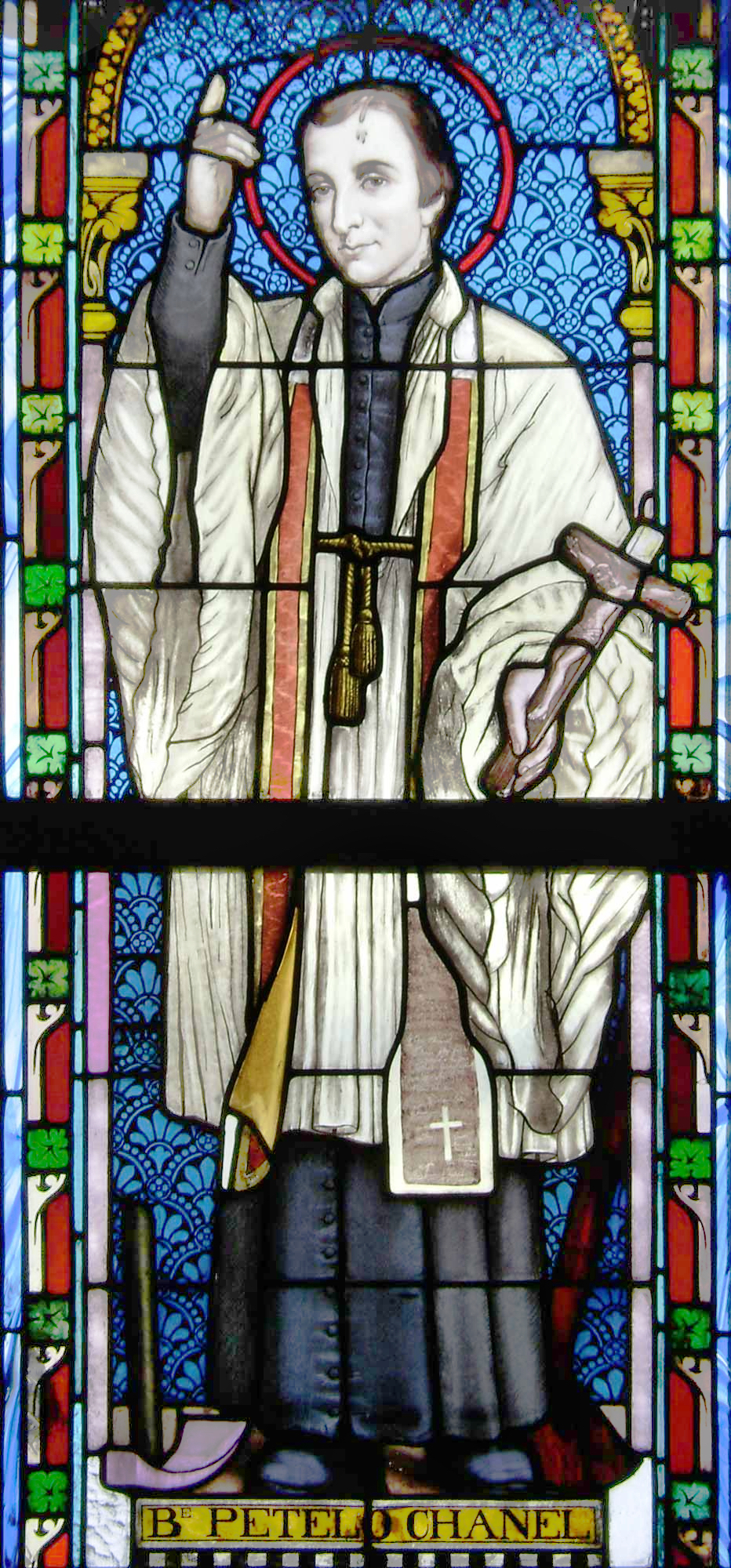
Vitrail de Pierre Chanel dans l'église de Lapaha aux Tonga.
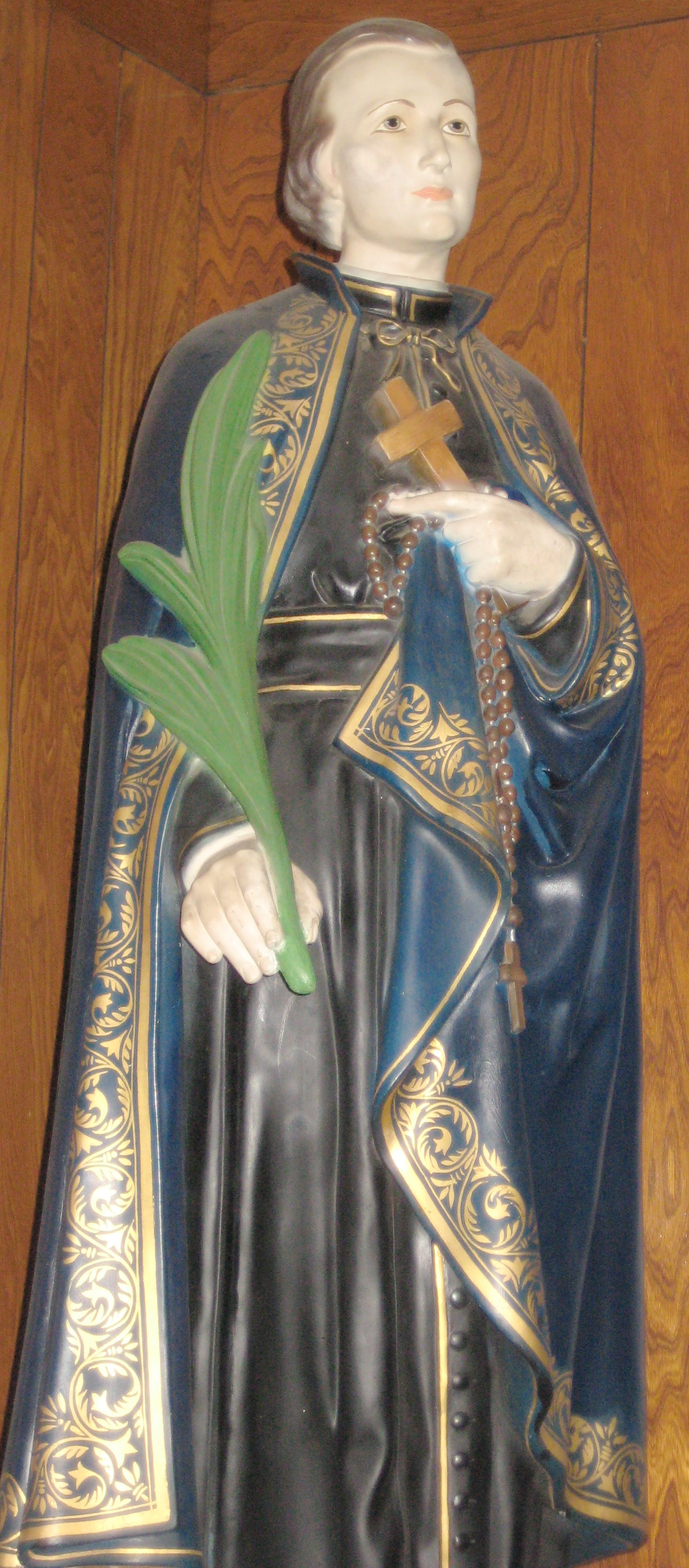
Statue de saint Pierre Chanel au Lourdes Center de Boston dans le Massachusetts.
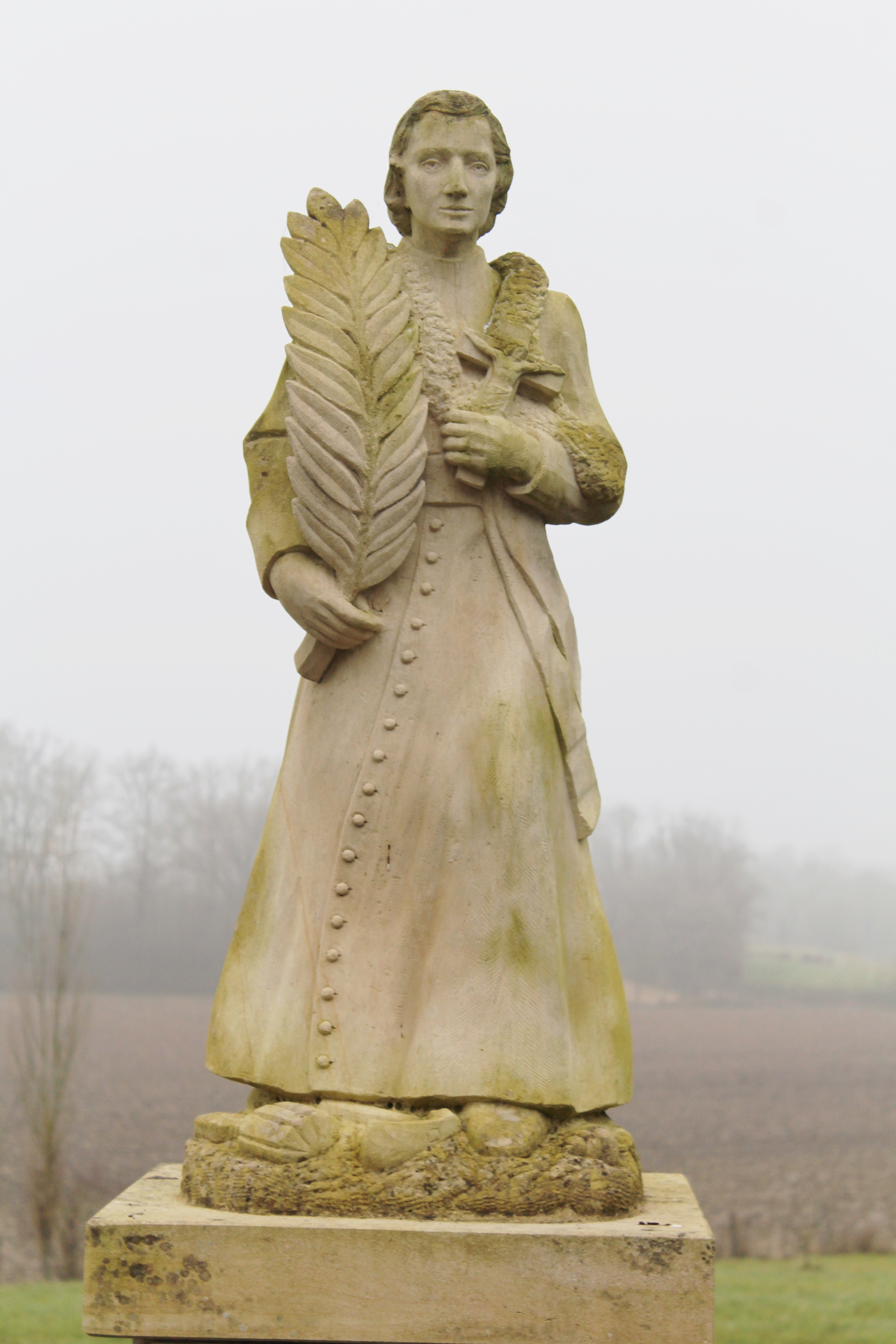
Statue de saint Pierre Chanel à Cuet, Montrevel-en-Bresse.

### Commémorations
Le 50e anniversaire de la mort de Pierre Chanel est célébré à Wallis et à Futuna en 1891, deux ans après sa béatification.
En 1937, à l'occasion du centième anniversaire de l'arrivée des pères maristes à Wallis-et-Futuna, d'importantes cérémonies religieuses ont lieu à Wallis, notamment en l'honneur de Pierre Chanel et de Pierre Bataillon. Plusieurs évènements sont commémorés, comme l'arrivée de Pierre Chanel à Futuna (9 novembre 1837) ou encore une messe qu'il a dite au village de Falaleu (Wallis) le 18 avril 1838, en présence du roi Vaimua Lavelua.
Le centenaire de la mort de Pierre Chanel a lieu le 28 avril 1941, en pleine Seconde Guerre mondiale. L'évêque Alexandre Poncet et le résident de France Léon Vrignaud sont restés fidèles au régime de Vichy, et les deux îles sont complètement isolées, sans communication entre elles. Des cérémonies religieuses et coutumières (katoaga) sont tout de même organisées. Elles donnent lieu à la création de chants, danses et pièces de théâtre.
D'importantes cérémonies ont lieu à Futuna pour le 175e anniversaire de sa mort, à la basilique Saint-Pierre-Chanel de Poi, le 28 avril 2016. Cela est l'occasion de réunir les deux rois coutumiers (Tu'i Agaifo et Tu'i Sigave), avec plusieurs cérémonies du kava et un katoaga.
Pierre Chanel est fêté tous les ans à Futuna le 28 avril, mais la pandémie de covid-19 à Wallis-et-Futuna interrompt cette commémoration annuelle en 2021.

### Reliques
Le corps de Pierre Chanel est déterré et ses os sont apportés par le chef futunien Maligi, accompagné d'une trentaine de Futuniens, au navire l'Allier venu récupérer la dépouille fin janvier 1842. Le médecin de bord, M. Rault, peut vérifier l'identité de la dépouille en gardant à l'esprit la description des modalités de la mort de Pierre Chanel donnée précédemment par Marie-Nizier. Le médecin entreprend d'embaumer les restes afin qu'ils puissent être conservés, en les enveloppant de linge et en les plaçant dans un tonneau. La goélette Sancta Maria ramène le corps à Kororāreka, en Nouvelle-Zélande, où elle arrive le 3 mai 1842.[réf. nécessaire]
Les reliques restent dans la baie des îles jusqu'en 1849, année au cours de laquelle elles sont emportées par Petitjean à Auckland, en Nouvelle-Zélande — très probablement au début d'avril 1849 —. Elles quittent la Nouvelle-Zélande le 15 avril 1849 à bord du navire Maukin et arrivent à Sydney en Australie, le 4 mai. Rocher reçoit le conteneur contenant les os et l'emmène à la chapelle Procure de Gladesville à Sydney le 7 mai. Rocher prend alors une décision très prudente quant au moment d'envoyer le conteneur en Angleterre et en France. Il cherche un capitaine de confiance ainsi qu'une personne de confiance à Londres pour recevoir l'envoi, s'occuper de la douane puis le faire expédier à Lyon. Au début de 1850, Bernin, provicaire de Guillaume Douarre, vicaire apostolique de la Nouvelle-Calédonie, doit partir pour la Métropole. Il quitte Sydney pour Londres sur le Waterloo le 1er février 1850, emportant avec lui la dépouille de Pierre Chanel. Le 1er juin 1850, la dépouille arrive à la maison mère de la Société de Marie à Lyon.
Les reliques de Pierre Chanel sont exposées en 1890 dans plusieurs villes françaises à l'occasion des célébrations faisant suite à sa béatification. Autour de cette même année, un reliquaire est commandé à un orfèvre lyonnais pour accueillir ses restes.
Le crâne de Pierre Chanel est emmené à Rome en 1954.
Dans les années 1970, l'évêque de Wallis-et-Futuna, Lolesio Fuahea, un Wallisien, demande que les reliques de Petelo Sanele retournent à Futuna. Les Futuniens estiment alors que les restes du saint doivent retourner sur l'île pour laquelle il a donné sa vie. Cette demande, intervenant dans le contexte du concile Vatican II, est acceptée et en 1977, les reliques sont rendues à Futuna. Les reliques sont présentées et vénérées à chaque étape du voyage, notamment en Nouvelle-Zélande et à Wallis. Le trajet est supervisé par le frère Claude Rozier, éditeur des écrits de Chanel, et les reliques arrivent à Poi le 28 avril 1977, jour de fête du saint.
Les Futuniens demandent également le retour à Futuna du crâne de Pierre Chanel, ce qui est accordé en 1987, à l'occasion du 150e anniversaire de l'arrivée des pères maristes dans la région.
Le 180e anniversaire de la mort de Pierre Chanel, en 2021, est célébré à huis clos à Poi en raison de la pandémie de covid-19. Les célébrations sont reportées l'année suivante. Début 2022, les reliques font le tour des villages de Futuna, avant d'être emmenées en mai 2022 à Wallis pour être vénérées pendant deux mois. Elles rentrent à Futuna le 28 juin par avion.
En avril 2024, un doigt (phalange) de Pierre Chanel est retrouvé à l'évêché de Wallis-et-Futuna à Lano. Il avait été offert à l'évêque Lolesio Fuahea.

### Devise

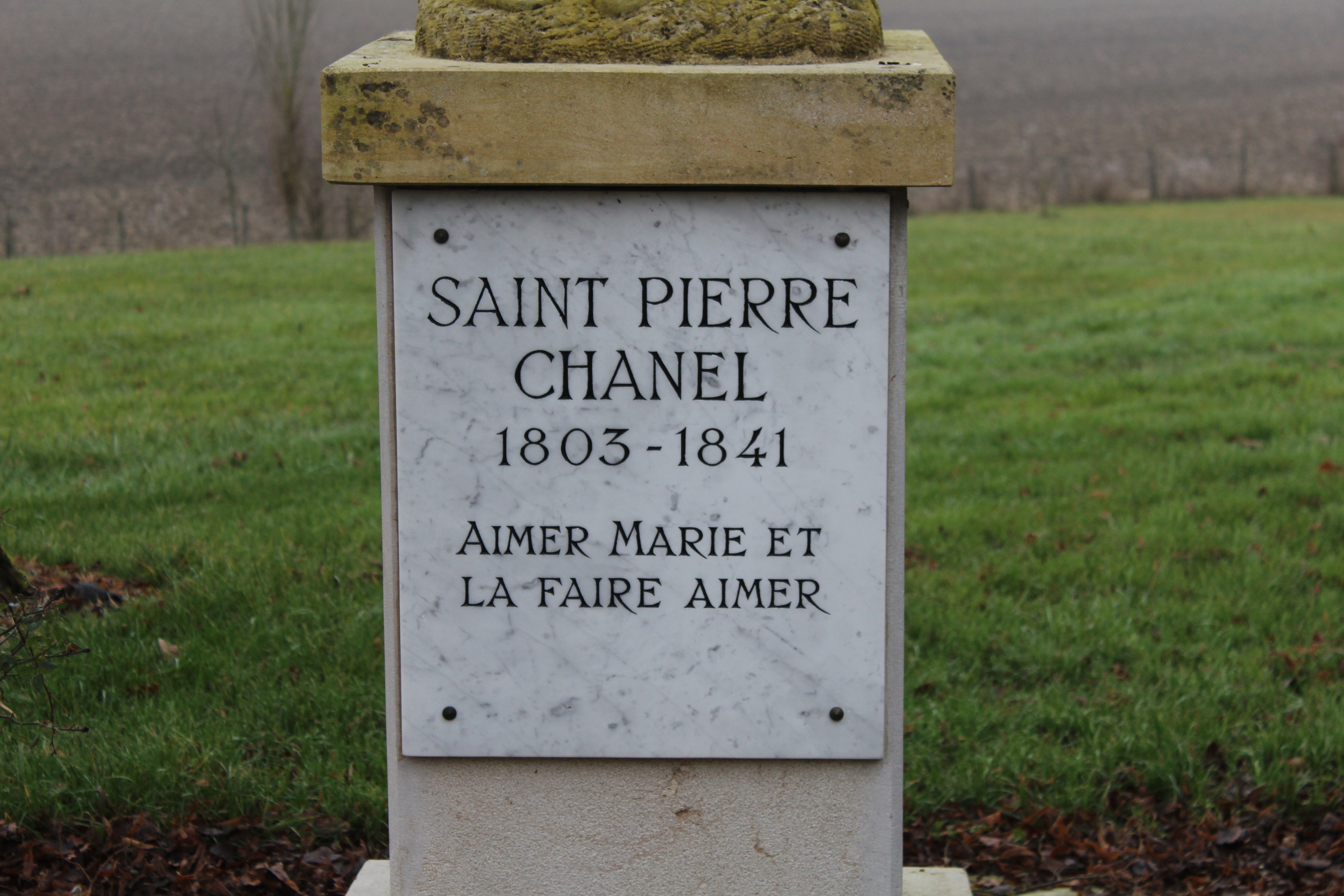
La devise de Pierre Chanel inscrite sur le socle de sa statue à Cuet.

La devise de Pierre Chanel est « Aimer Marie et la faire aimer ».[réf. nécessaire]

## Sanctuaires
De nombreux sanctuaires sont dédiés à Pierre Chanel. La basilique Saint-Pierre-Chanel de Poi, à Futuna, est un lieu de pèlerinage pour les pèlerins du Pacifique depuis sa construction en 1986.
En Nouvelle-Zélande, on compte six paroisses dédiées à Pierre Chanel, et une chapelle érigée en son nom à Wellington.

### Futuna
En 1844, une première structure en bois est construite à Poi sur le lieu de la mort de Pierre Chanel. À la fin des années 1880, l'évêque Armand Lamaze fait construire une chapelle de forme octogonale en pierre à cet endroit. La chapelle est consacrée le 8 août 1918 par l'évêque Joseph Félix Blanc. Un chemin de croix y est béni en janvier 1959 par Alexandre Poncet.
En 1986, après plusieurs années de travaux, la basilique Saint-Pierre-Chanel de Poi est inaugurée. La tombe de Musumusu, surplombée d'une croix blanche, s'y trouve juste à côté.

### Wallis
À Wallis, trois chapelles sont dédiées à Pierre Chanel. Il est notamment vénéré dans la chapelle Saint-Pierre-Chanel de Mauga, dans le village de Halalo dont il est le saint patron. Une autre chapelle se trouve en bord de mer à Kanahe dans le village d'Ahoa,et une troisième se trouve à Vaitupu.

### Cuet
Après la béatification de Chanel en 1889, un projet de construction d'une basilique à Cuet est lancé ; il est arrêté en 1914 avec la Première Guerre mondiale. Un pèlerinage hebdomadaire est mis en place, qui dure jusqu'en 1939. Des éloges panégyriques y sont prononcés et publiés tous les ans jusqu'en 1940 et l'arrivée de la Seconde Guerre mondiale.

Différents sanctuaires et lieux dédiés à saint Pierre Chanel
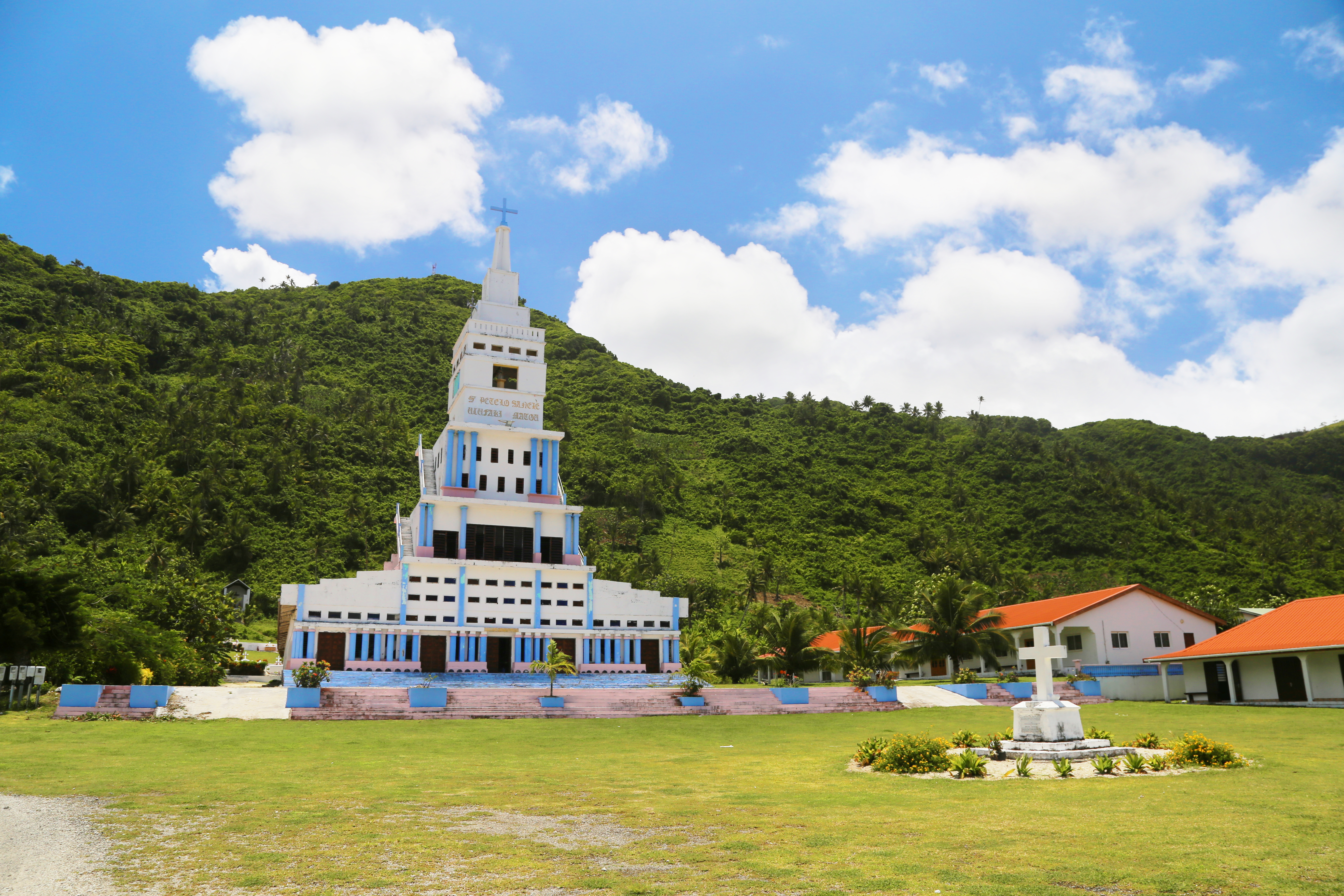
La basilique Saint-Pierre-Chanel de Poi, Futuna.
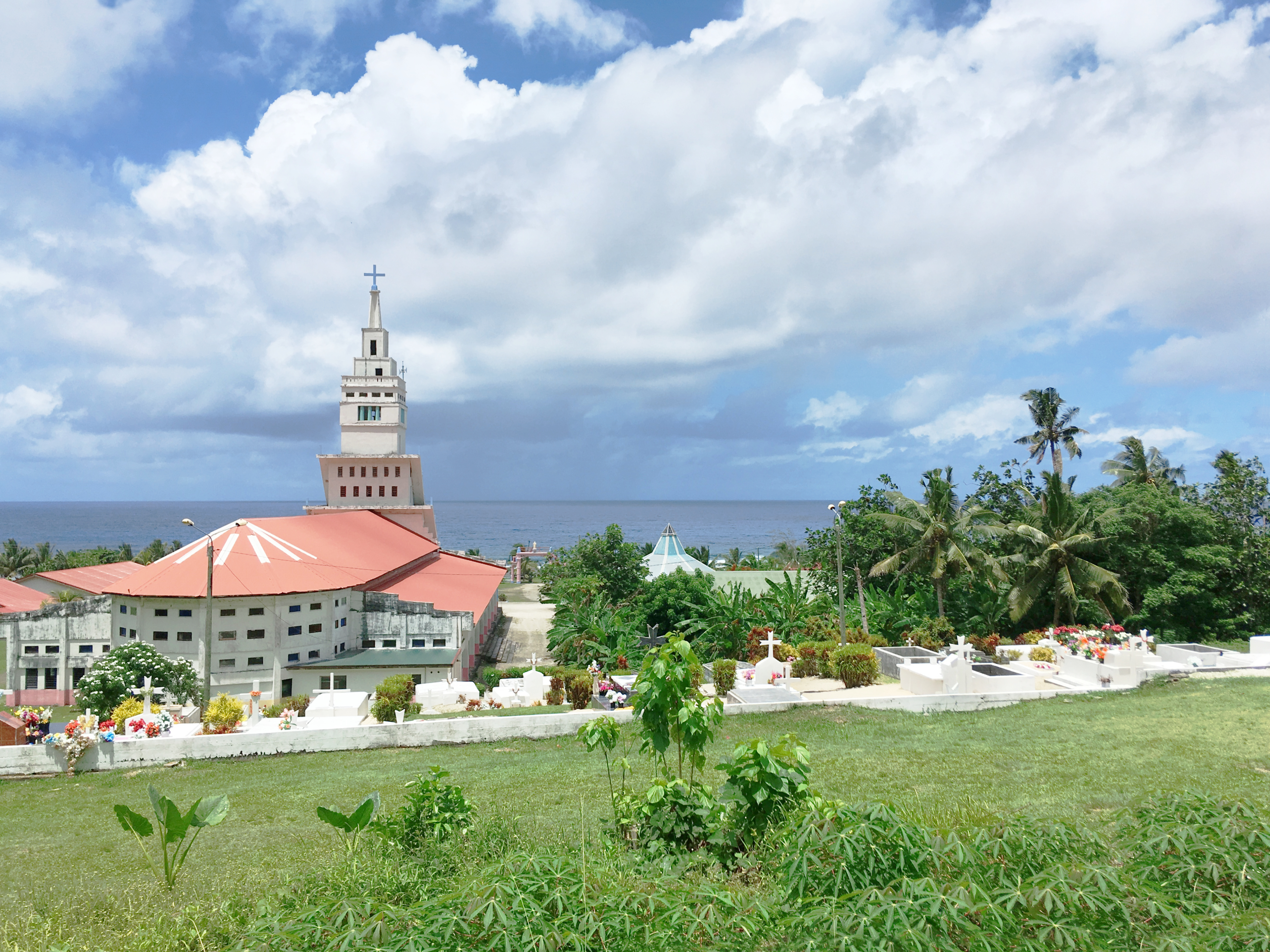
La basilique Saint-Pierre-Chanel de Poi.
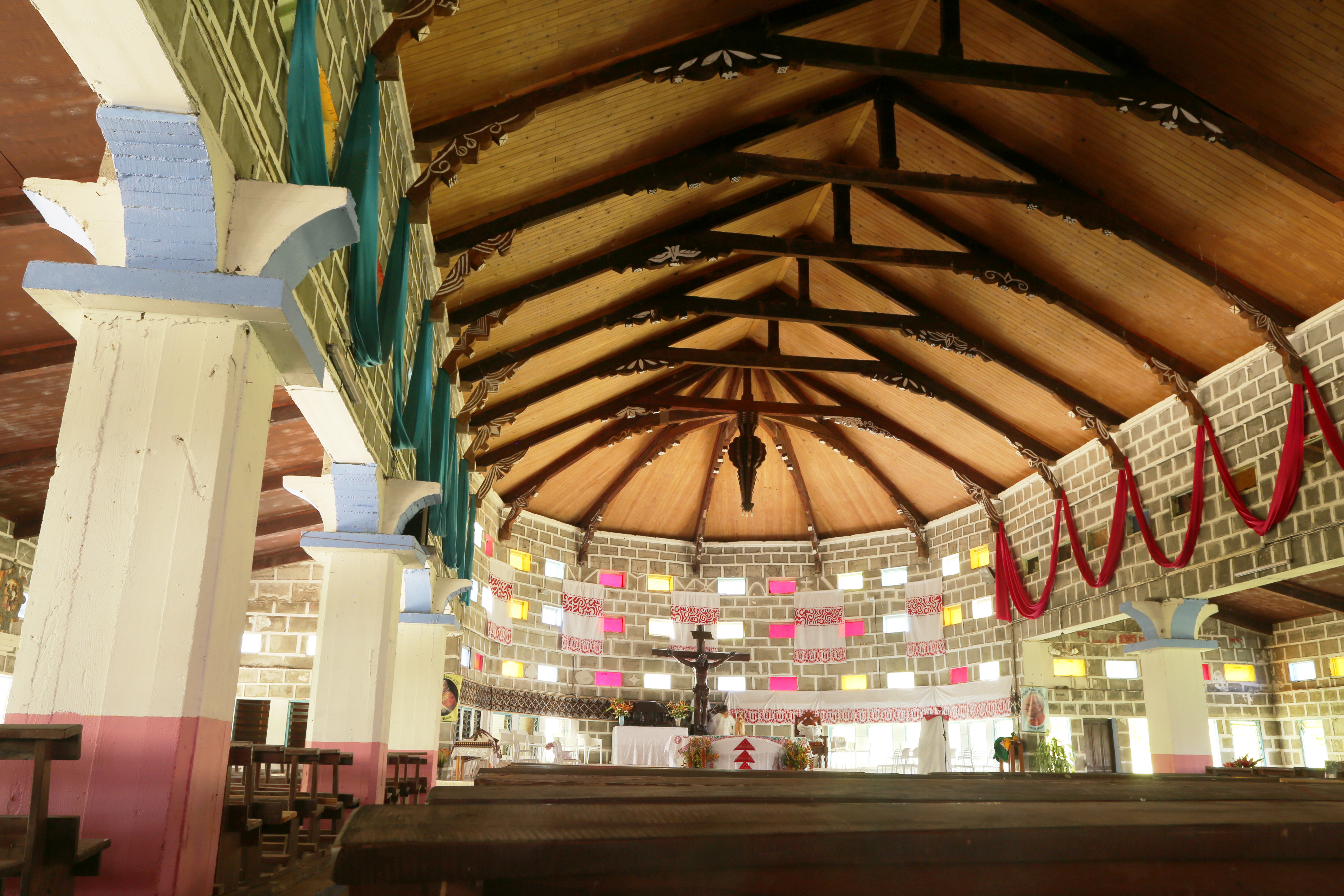
Intérieur de la basilique Saint Pierre Chanel de Poi.
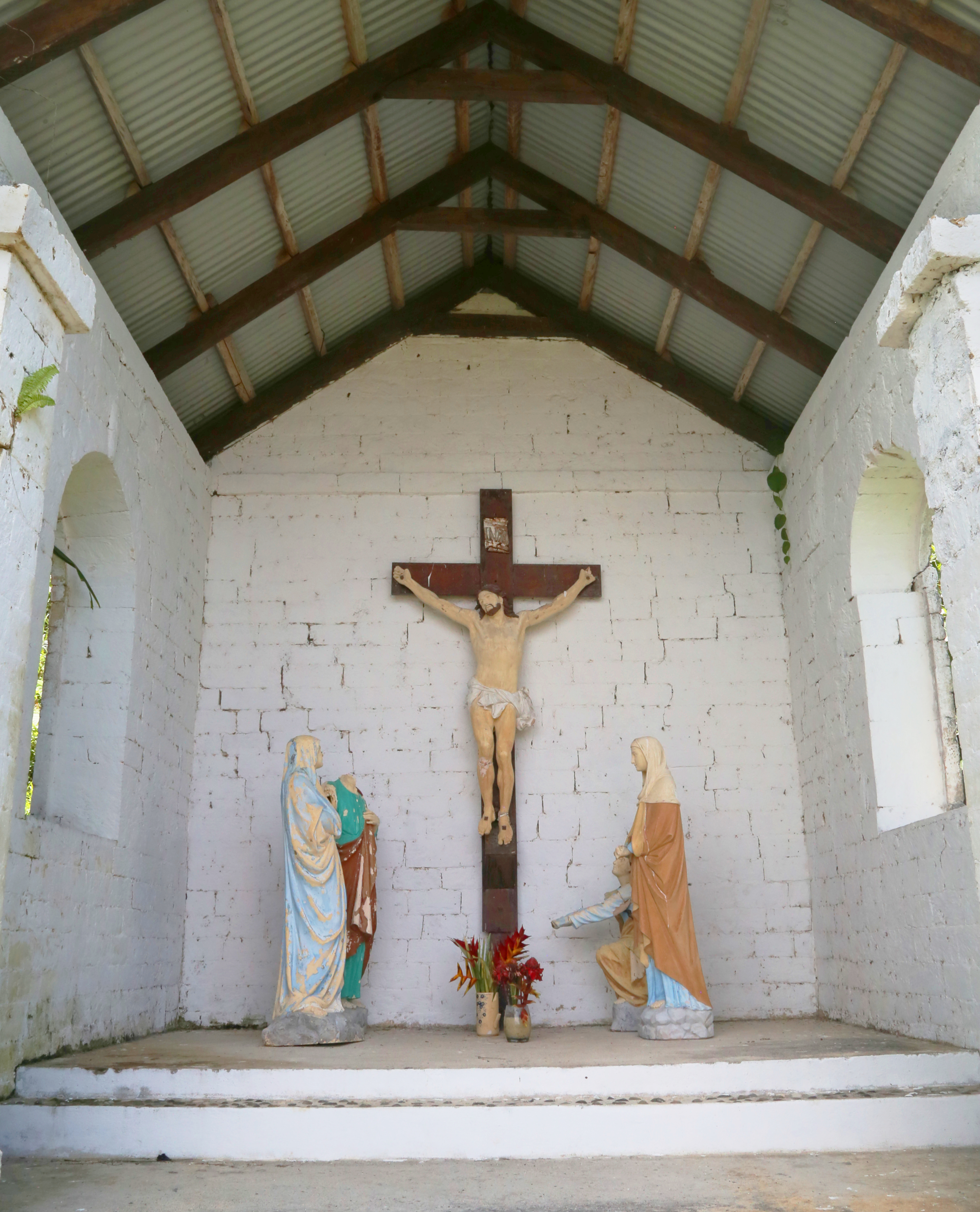
L'intérieur de la chapelle Saint-Pierre Chanel qui surplombe la basilique de Poi.
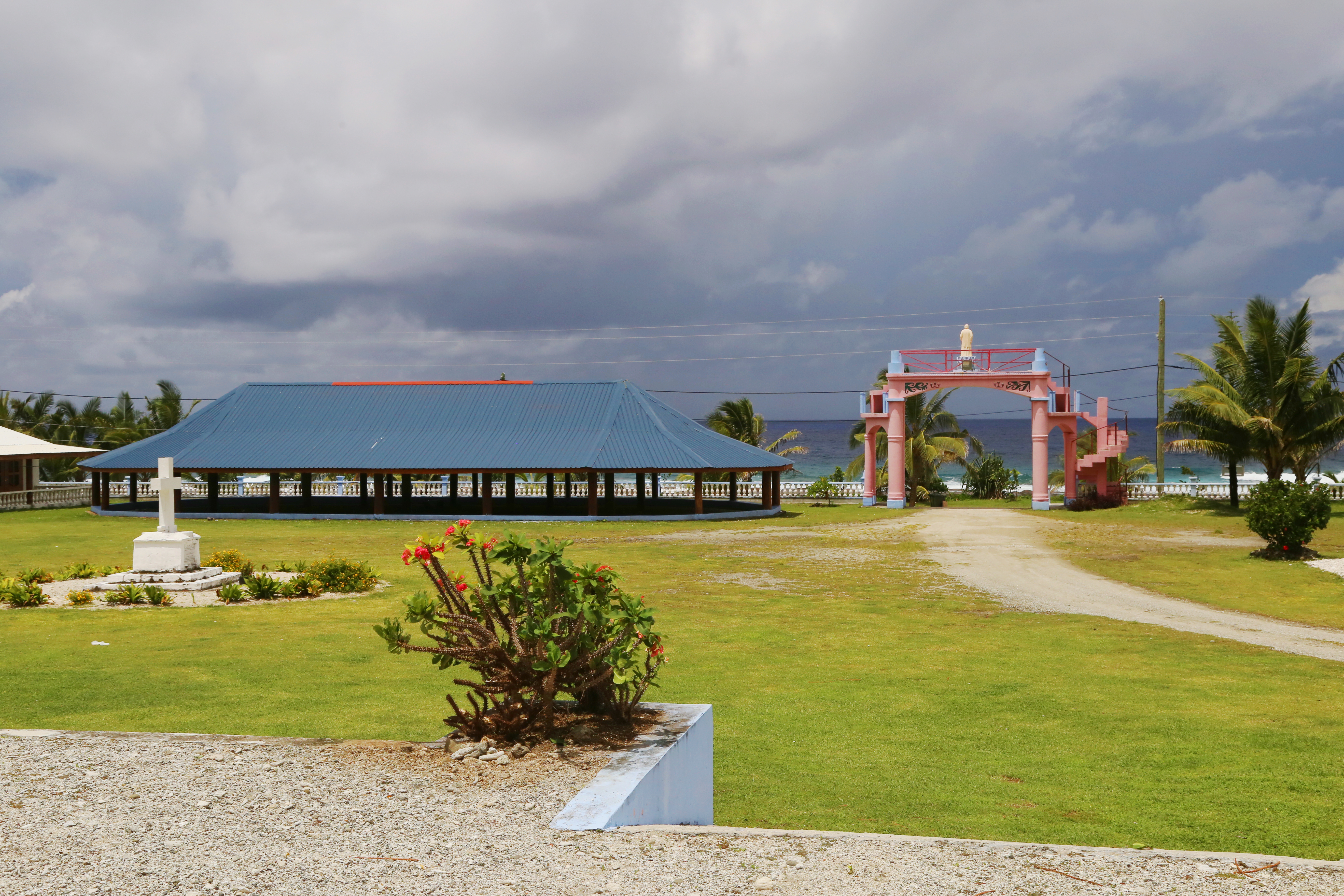
Entrée du sanctuaire de Saint Pierre Chanel à Futuna, avec un grand fale, habitation traditionnelle futunienne.
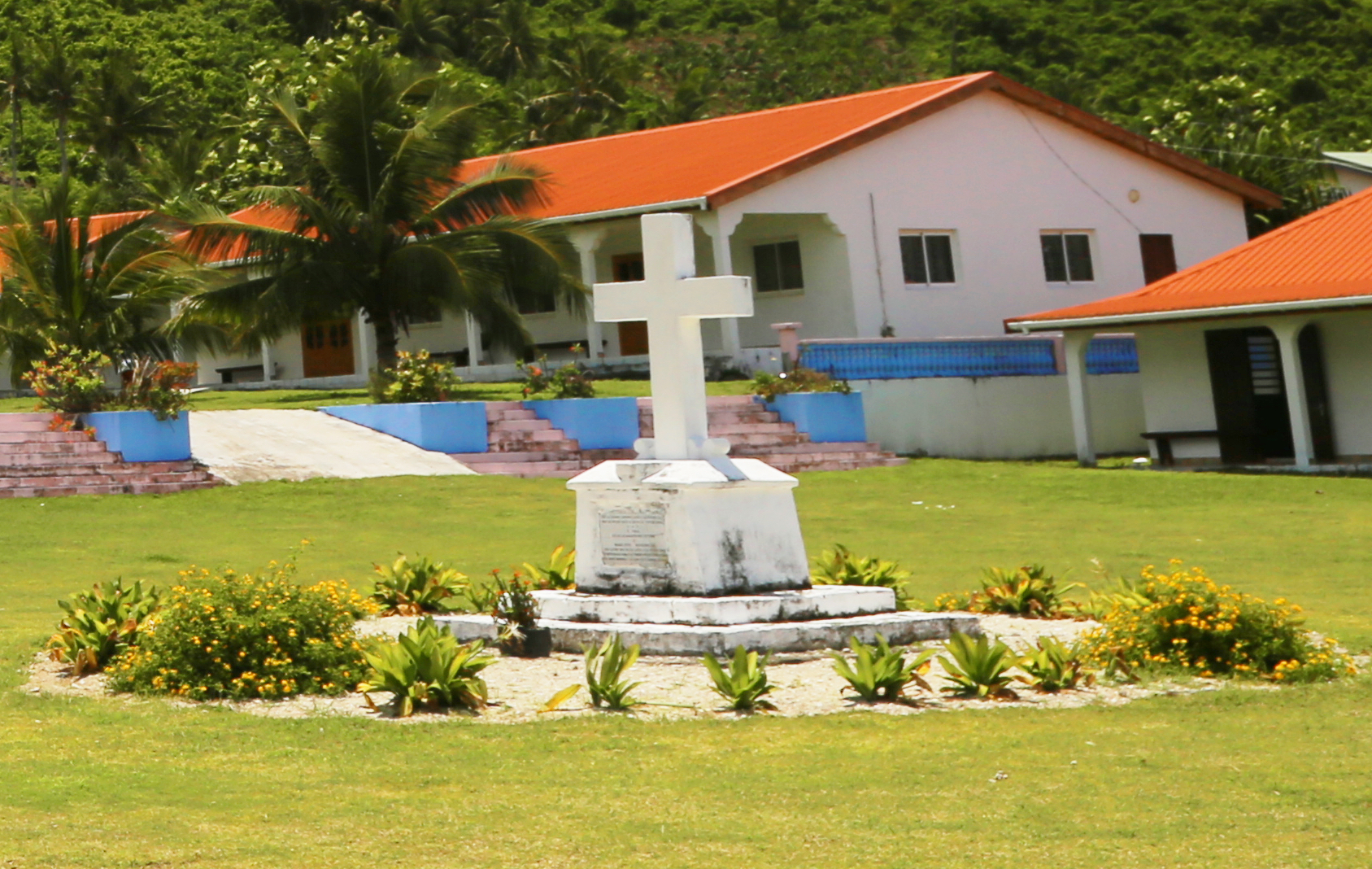
La tombe de Musumusu, à côté de la basilique Saint-Pierre-Chanel de Poi.
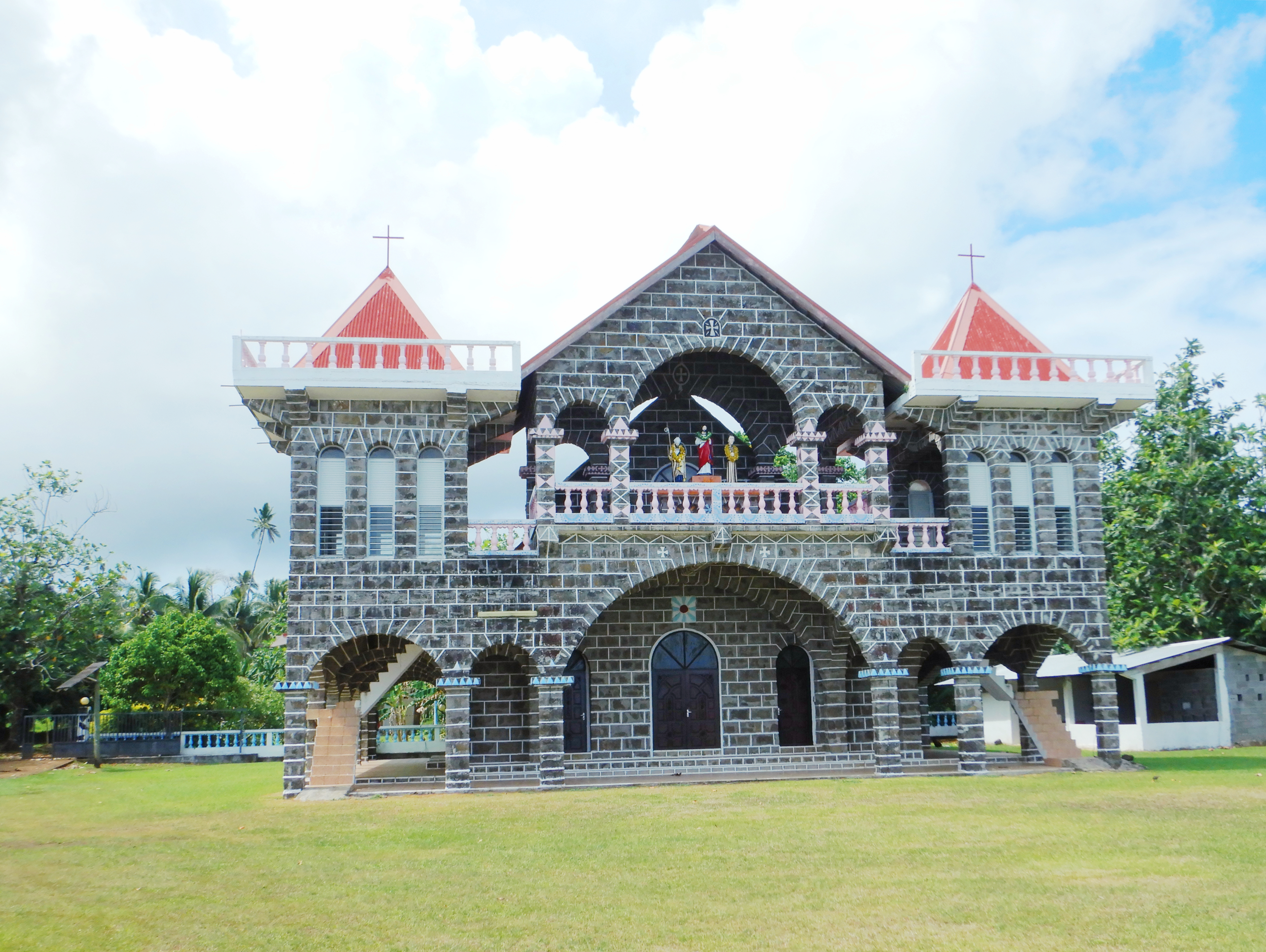
Chapelle Saint-Pierre-Chanel de Kanahe à Wallis, dans le village d'Ahoa.
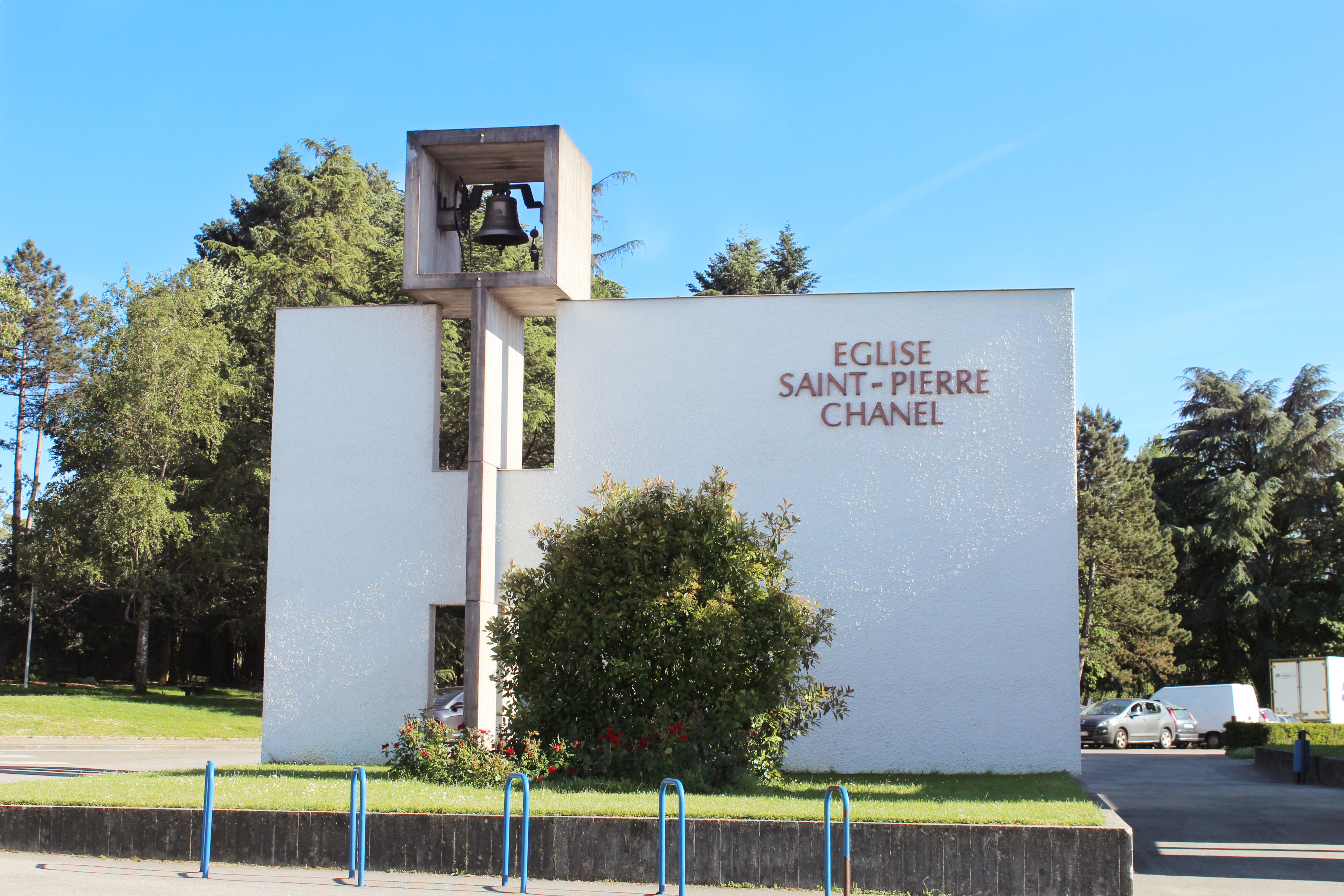
Église Saint-Pierre-Chanel de Bourg-en-Bresse, inaugurée en 1967[b 8].
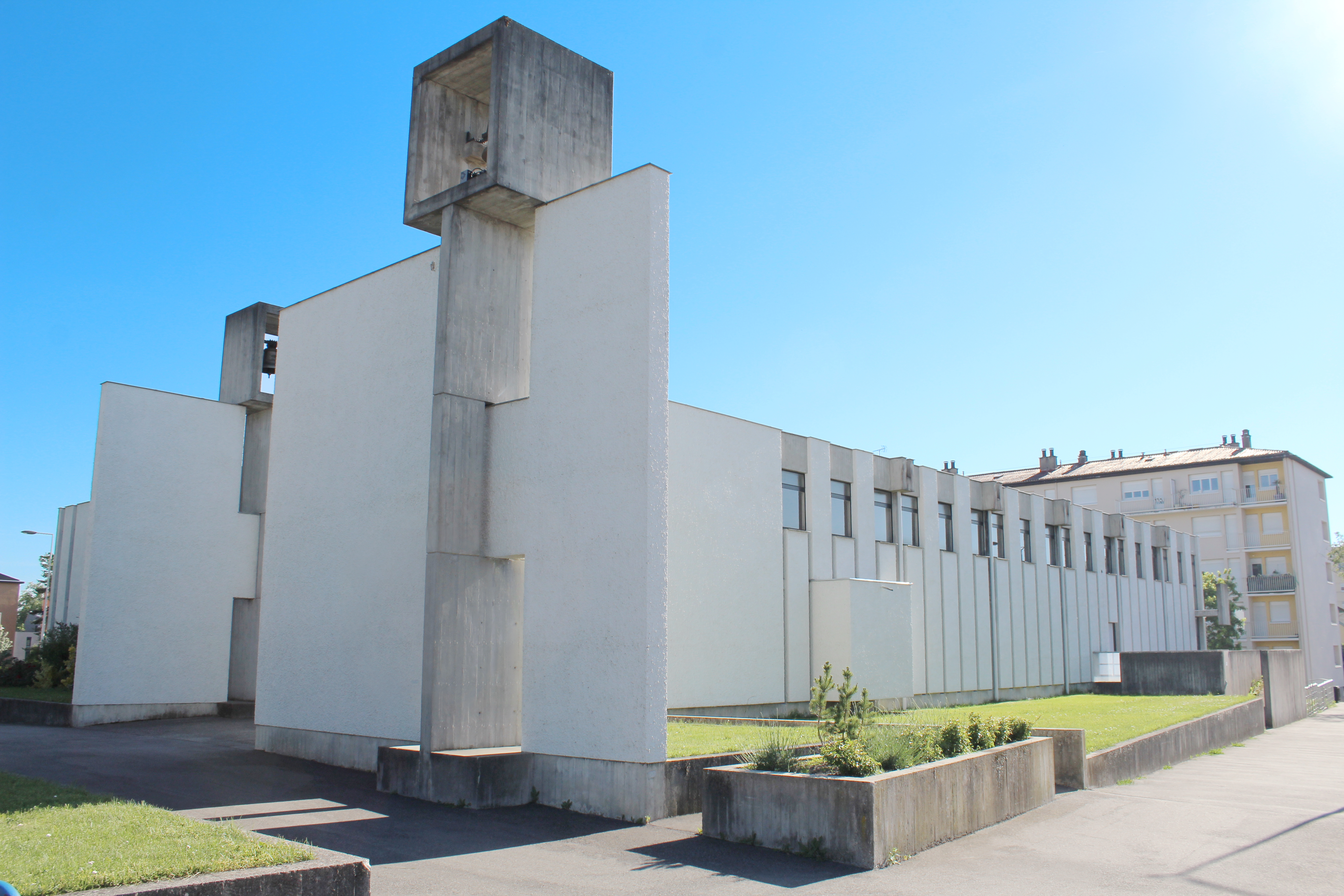
L'église Saint-Pierre-Chanel de Bourg-en-Bresse.
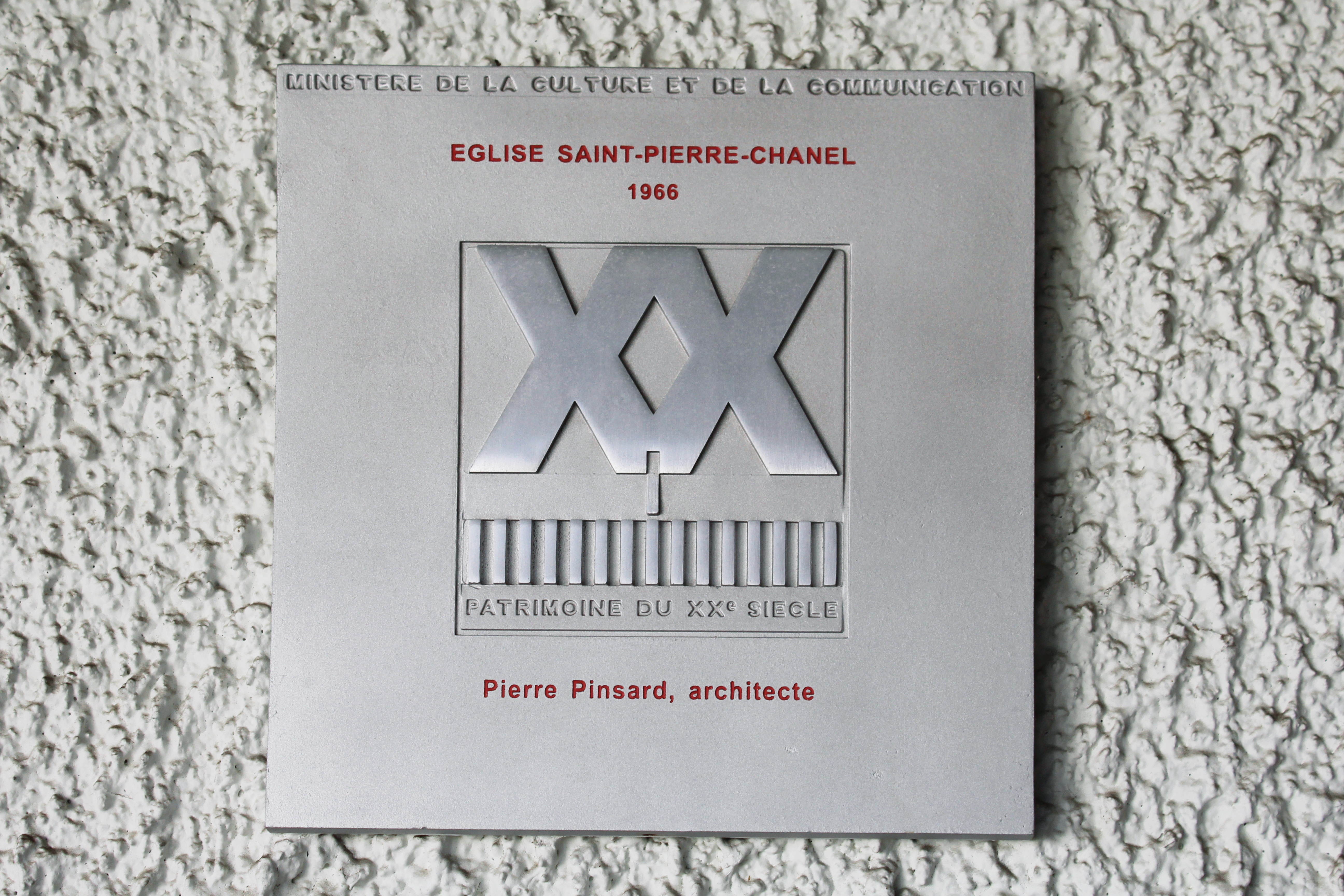
Plaque "Label XXe siècle" à l'église Saint-Pierre-Chanel de Bourg-en-Bresse.
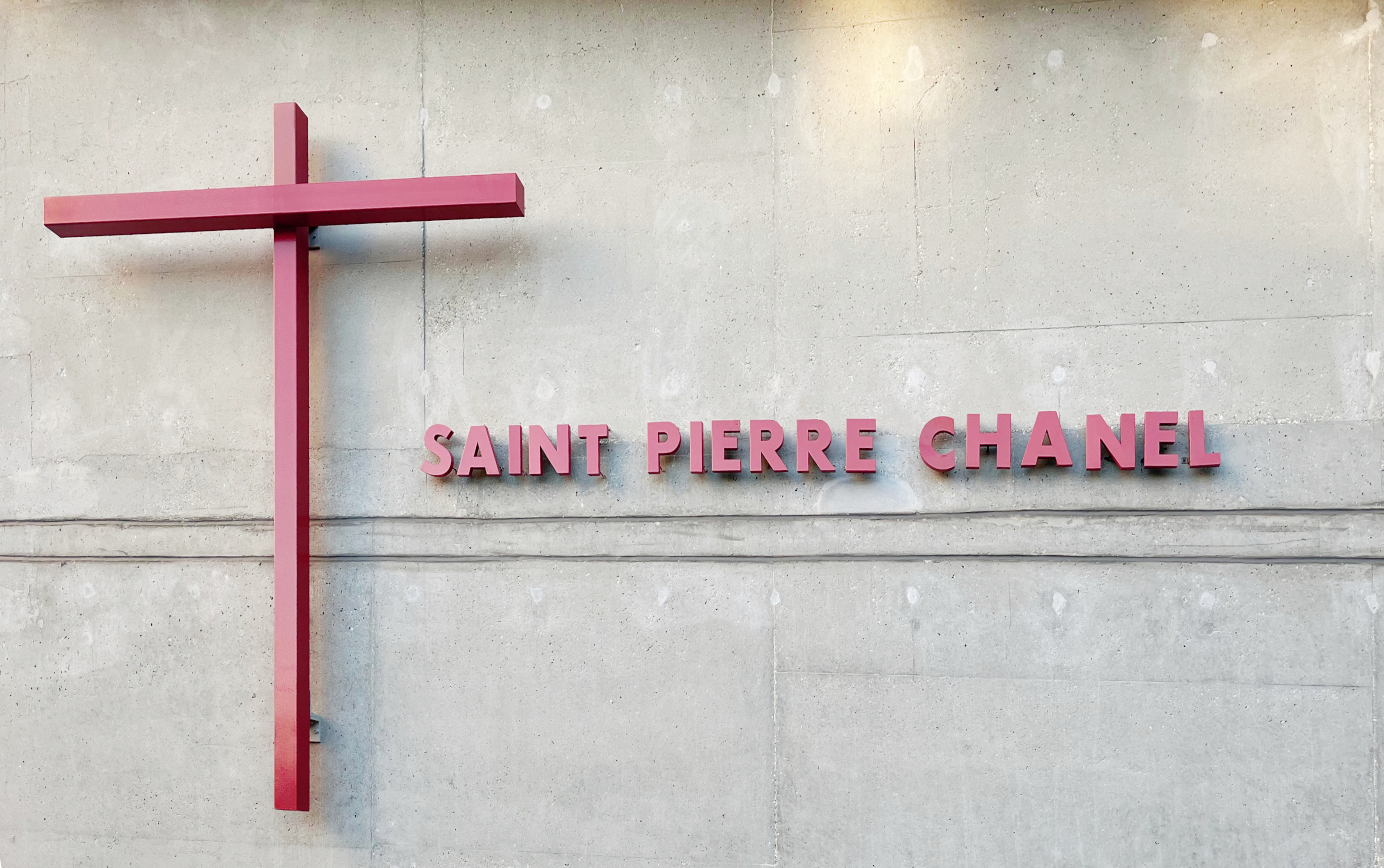
Croix et inscription sur l'église Saint-Pierre-Chanel de Rillieux-la-Pape.
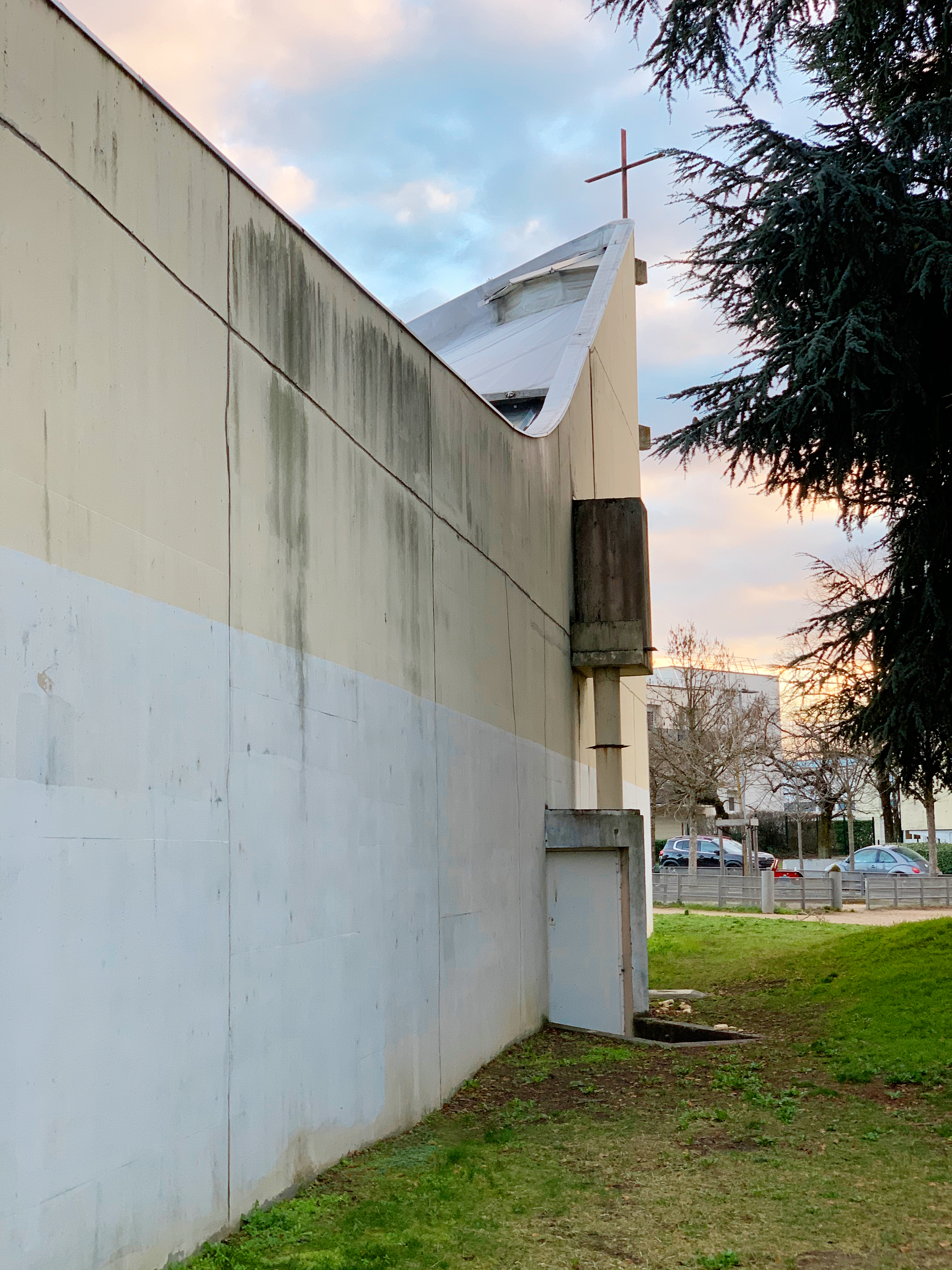
L'église Saint-Pierre-Chanel de Rillieux-la-Pape.
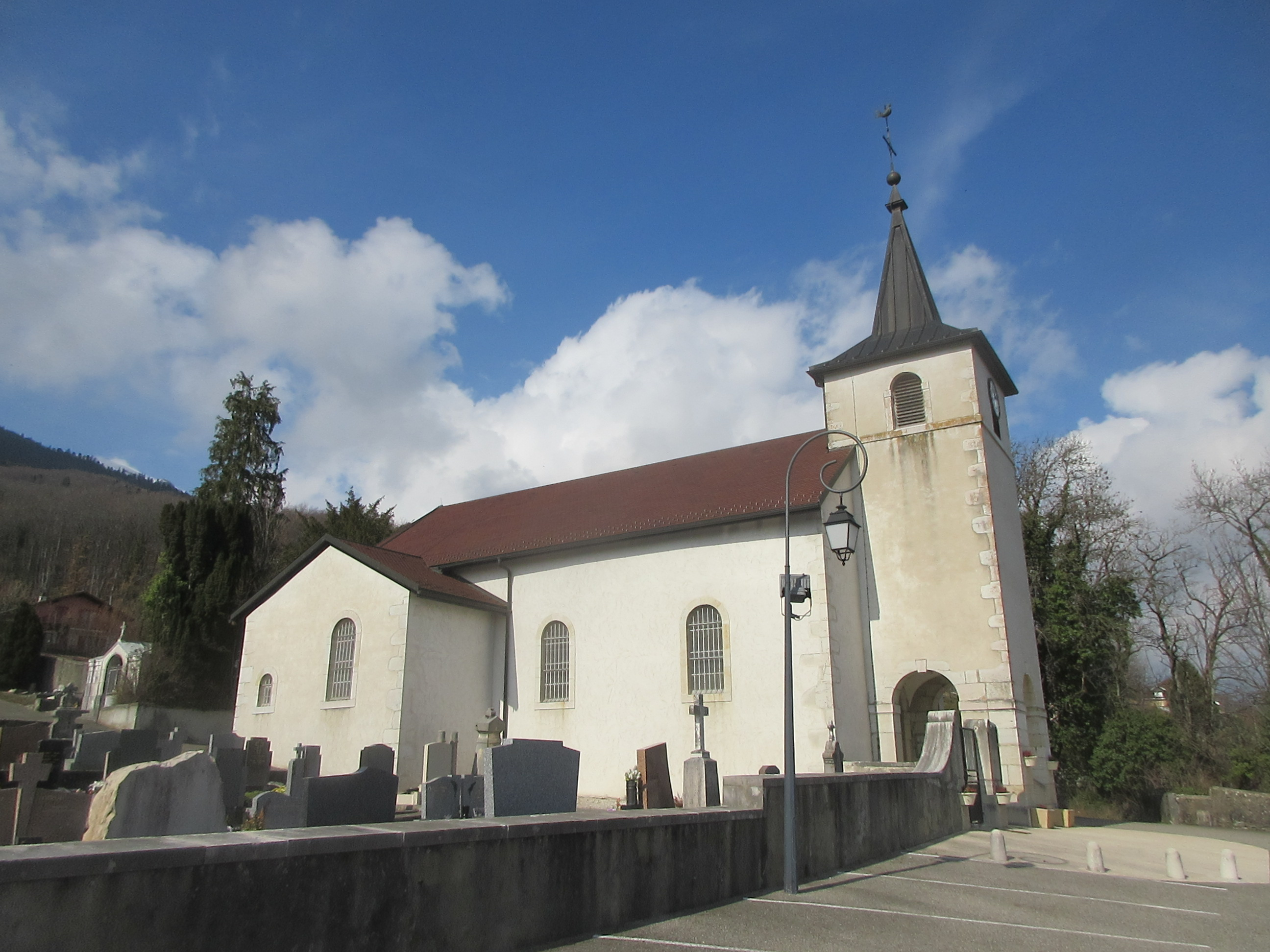
L'église de Crozet (Ain), la première paroisse de P.L.M Chanel en 1828. Une statue est à son effigie dans le cimetière.

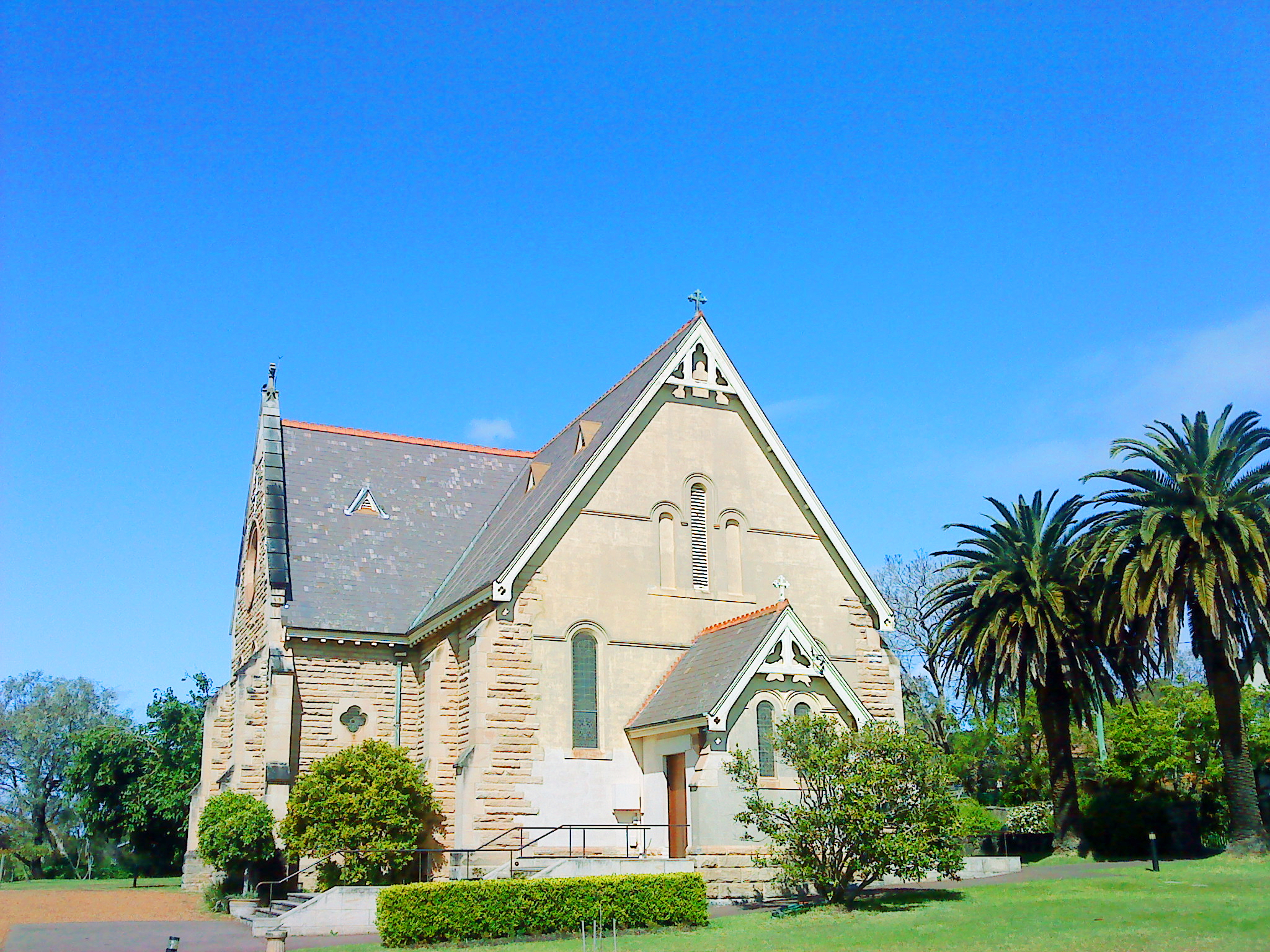
Église Saint-Pierre-Chanel, rue de Futuna, à Hunters Hill en Australie.
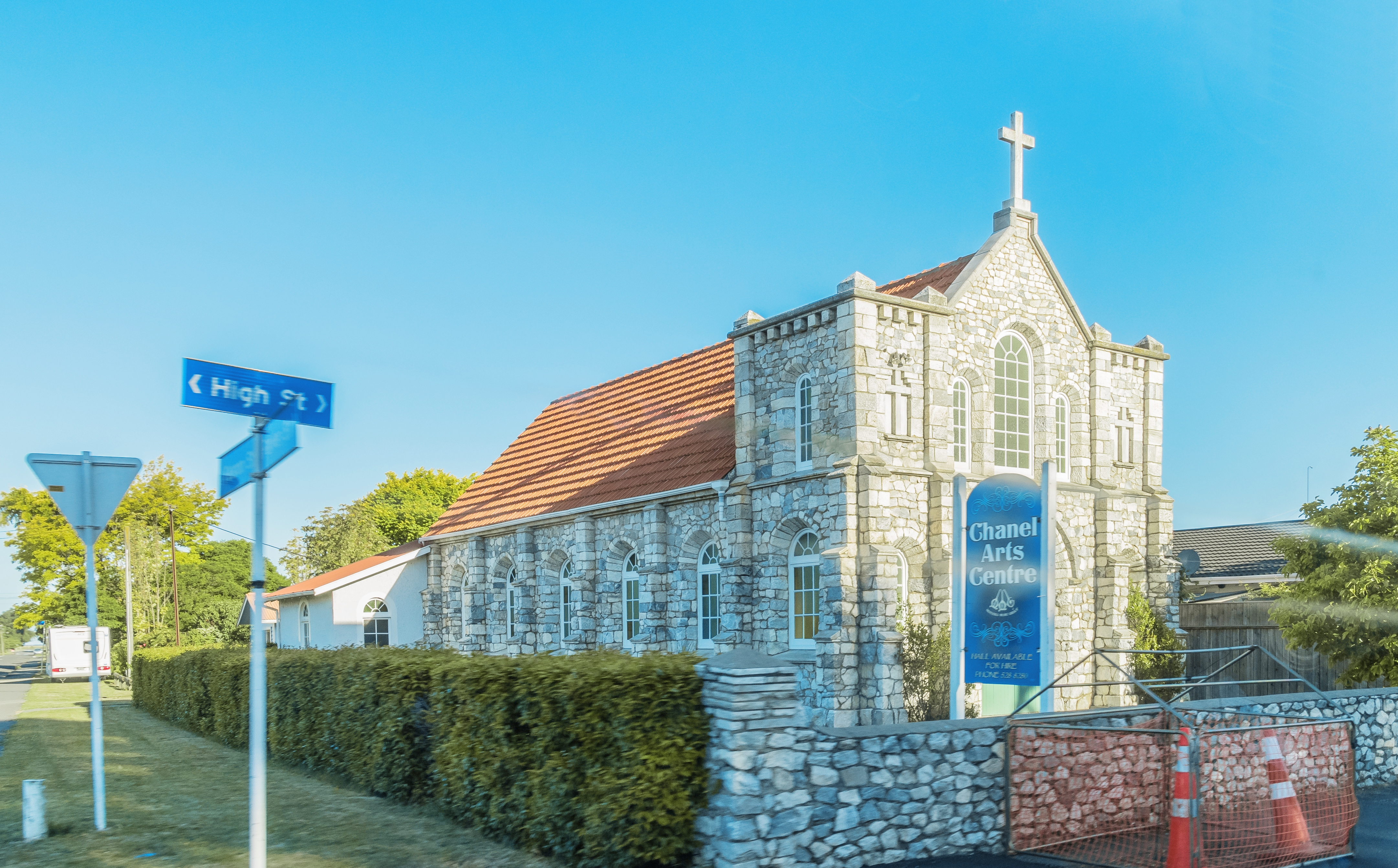
L'ancienne église de Motueka en région Tasman, île du sud de la Nouvelle-Zélande, devenue le Chanel Arts Center.
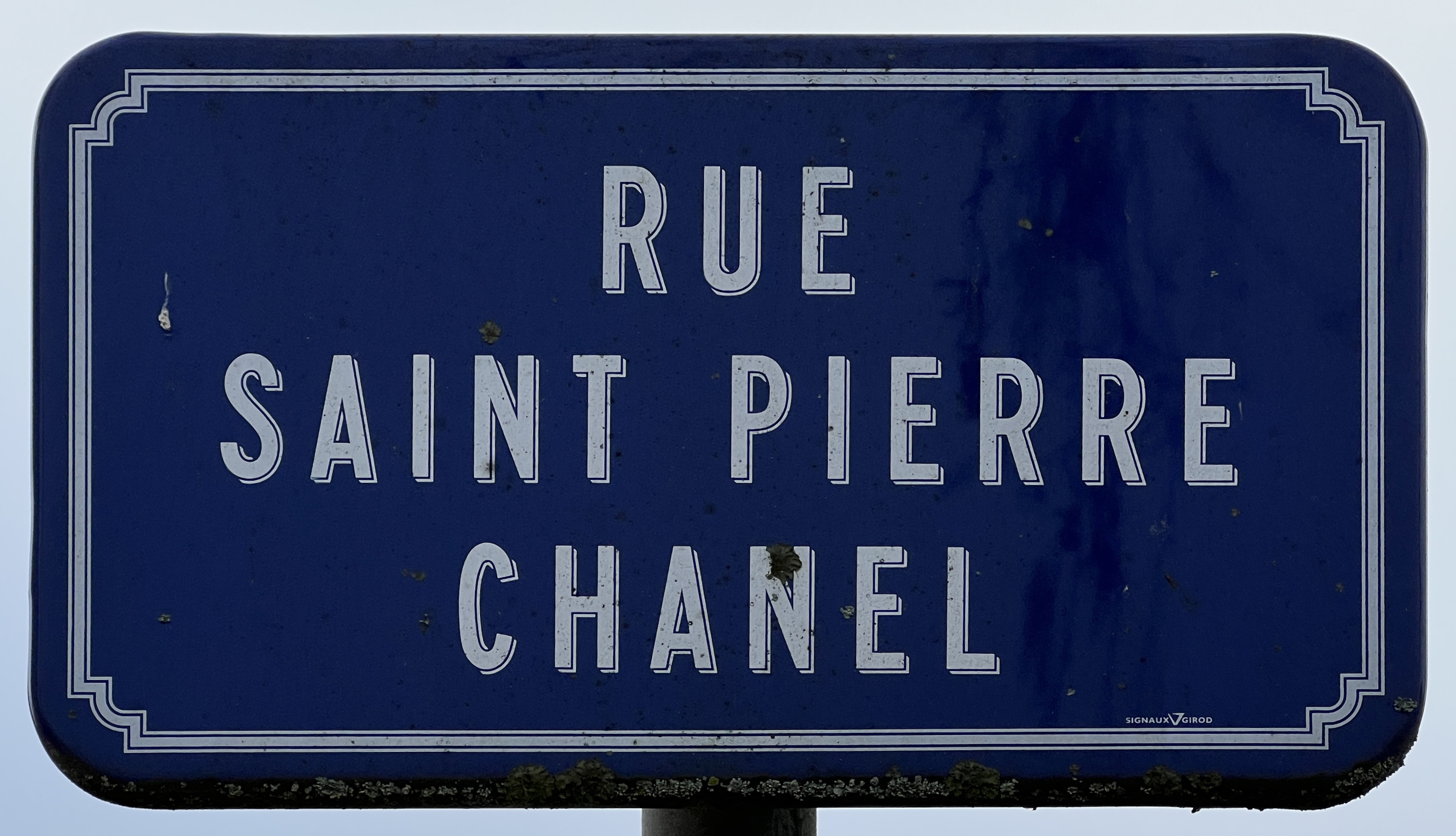
La rue Saint-Pierre-Chanel de Bourg-en-Bresse.
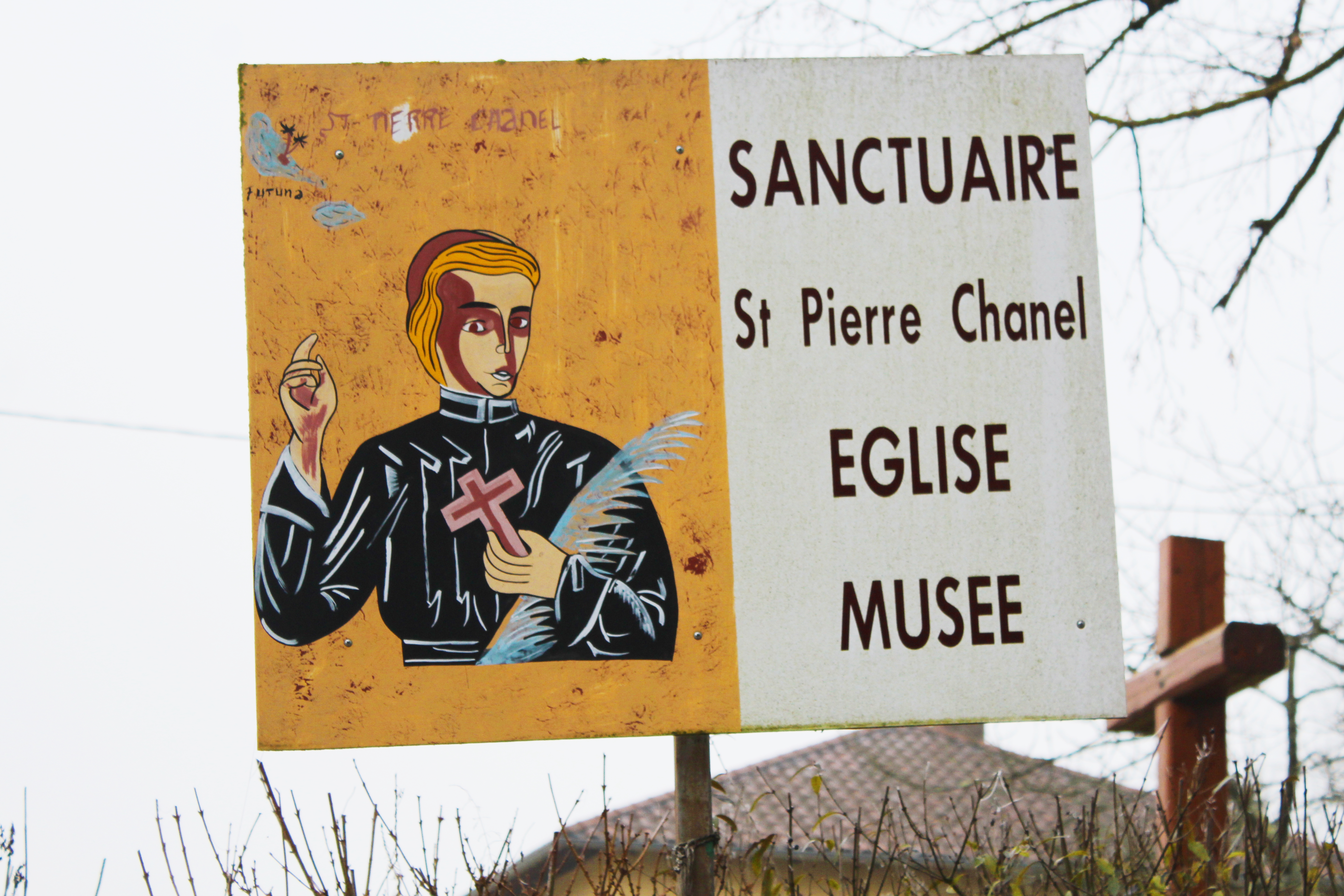
Panneau du sanctuaire Saint-Pierre Chanel à Cuet.

## Autres hommages mémoriels

### Musée
En 1991, à l'occasion du 150e anniversaire de sa mort, un musée est créé à  à Montrevel-en-Bresse, le musée océanien et de Saint-Pierre-Chanel.
Un sanctuaire, à proximité de l'église du hameau de Cuet (XIe siècle), est érigé[Quand ?].

### Timbres
Plusieurs timbres-poste ont été émis par les postes de Wallis et Futuna pour honorer Pierre Chanel : 
- un timbre de 14 francs CFP à son effigie avec une vue de Futuna en 1955 ;
- deux timbres de 22 et de 32 francs CFP pour le retour de ses cendres au sanctuaire de Poï à Futuna en 1977 ;
- un timbre de 235 francs CFP représentant son portrait et son reliquaire dans la basilique de Poï pour le 150e anniversaire de son martyre en 1991 ;
- un timbre de 75 francs CFP pour le 170e anniversaire de son martyre en 2011 (ce timbre comporte une faute d'orthographe : "martyr" au lieu de "martyre") ;
- un timbre de 300 francs CFP pour le 175e anniversaire de son martyre le 28 avril 2017 (avec la même faute d'orthographe que le précédent : "martyr" au lieu de "martyre") (Yvert n° 867).

### Établissements scolaires
Le collège et lycée privés Saint-Pierre-Chanel, situé à Thionville dans le Grand Est, porte ce nom en son hommage. Cet établissement catholique dont les cours de religion sont obligatoires, organise très souvent dans l'année des récoltes de dons reversées à diverses associations. Établissement d'excellence avec un taux de réussite au bac de 100 %, il se place 63e dans la liste des meilleurs lycées de France selon le journal L'Express.
En Nouvelle-Zélande, on compte en 2000 cinq écoles portant son nom.

### Vin
Les pères maristes de Nouvelle-Zélande ont produit un vin chardonnay dans leur domaine viticole de Hawkes Bay qu'ils nomment Chanel, un cépage planté en 1911. En 1991, la marque Chanel lance une procédure juridique pour les obliger à changer le nom en raison de la proximité avec celui de la marque. Les maristes changent alors le nom de ce vin en Jewelstone.

## Historiographie
La vie de Pierre Chanel a été racontée par de nombreuses sources catholiques. La première biographie est commanditée par le responsable des pères maristes, Jean-Claude Colin, en 1842. En 1885 paraît sa biographie la plus importante, écrite par Claude Nicolet, traduite en cinq langues et rééditée une dizaine de fois. Dans les années 1890, les maristes font éditer de nombreuses traductions et versions de sa biographie.
Après la canonisation de Pierre Chanel en 1954, de nouvelles publications sont éditées par les pères maristes. En 1960, une édition critique des écrits de Chanel est publiée.
En 1960, Claude Rozier, lui aussi père mariste, rédige sa biographie et apporte des corrections aux précédents ouvrages, « notant que l'auréole du martyr amena les récits à prendre un tour éminemment hagiographique et que la plupart des écrivains de l'époque ne connaissaient point l'Océanie ».
Le 150e anniversaire de sa mort a également entraîné la publication de nouveaux ouvrages sur la vie de Pierre Chanel.